# 訃報 2023年7月
訃報 2023年7月（ふほう 2023ねん7がつ）では、2023年7月に物故した、または物故が報じられた人物についてまとめる。

## 1日 - 15日

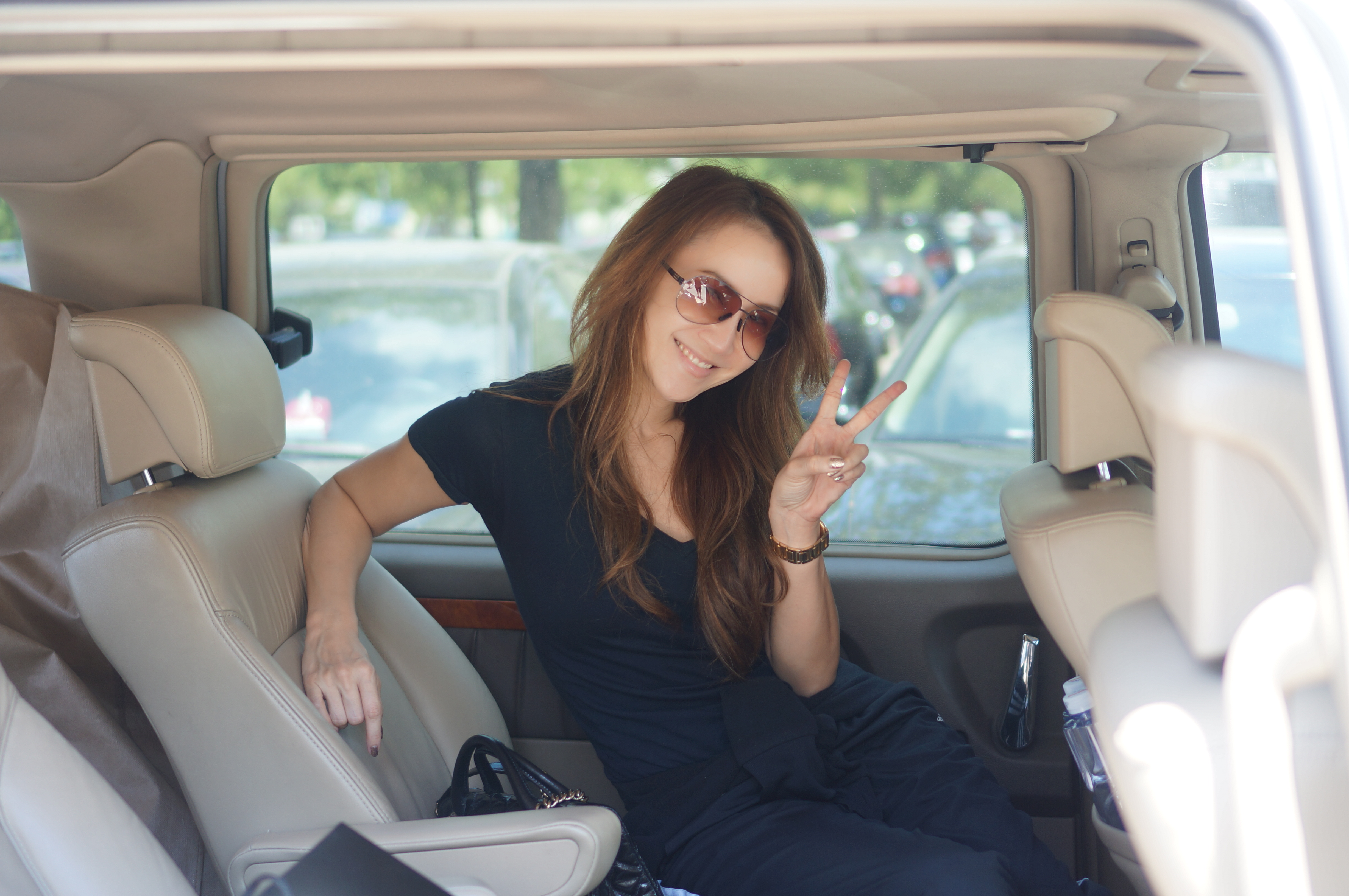
ココ・リー／7月5日没

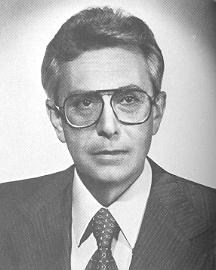
アルナルド・フォルラーニ／7月6日没

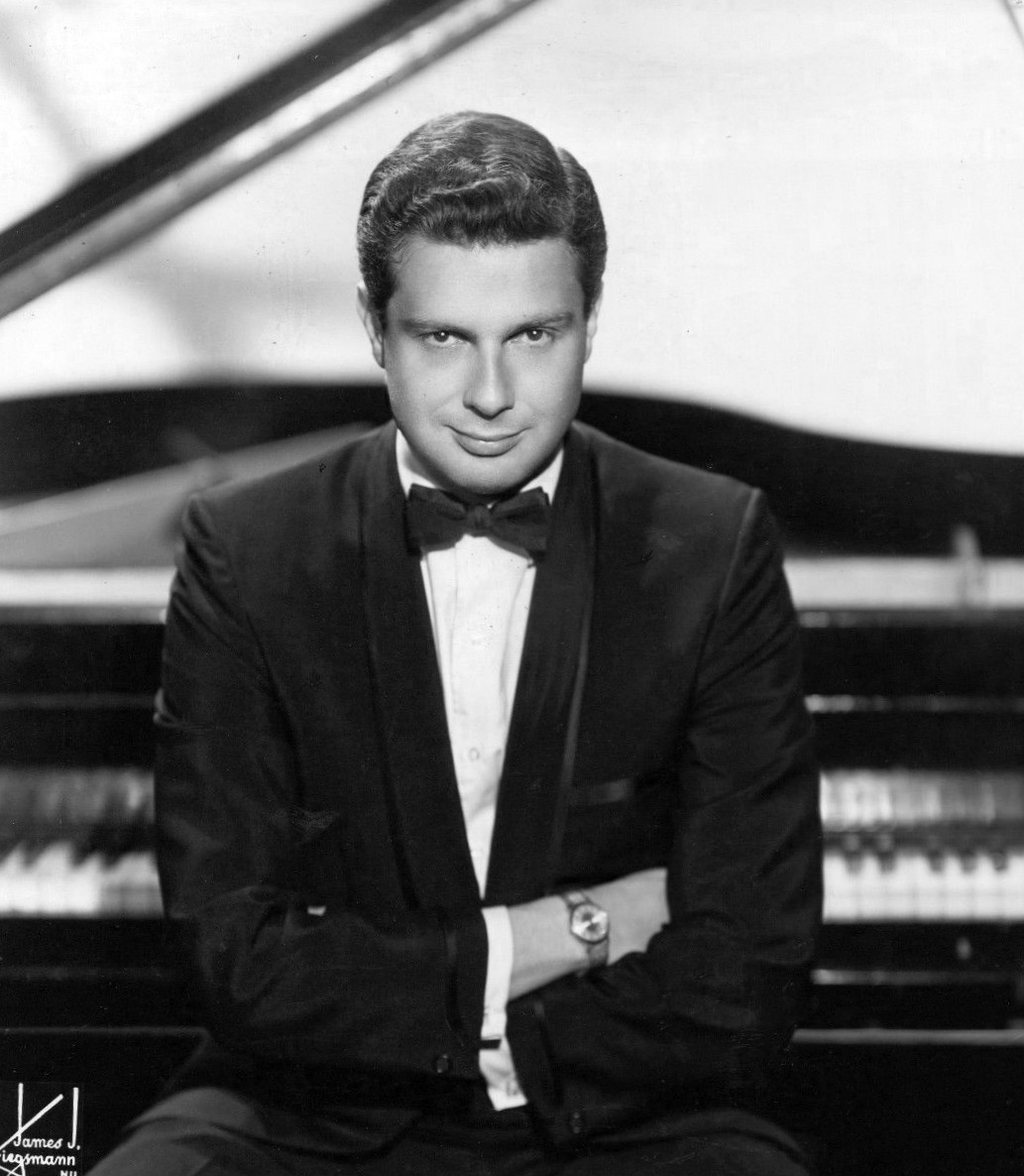
ピーター・ネロ／7月6日没

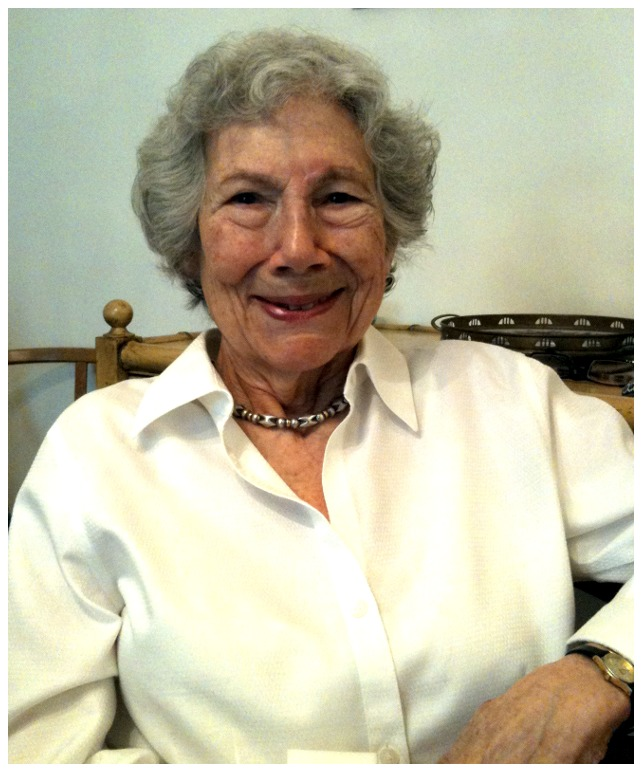
エベリン・ウィトキン／7月8日没

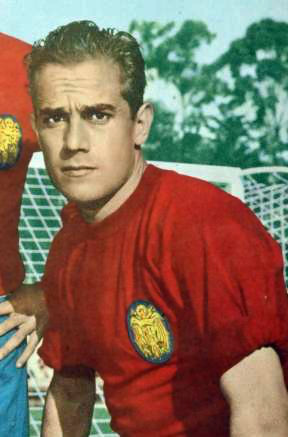
ルイス・スアレス・ミラモンテス／7月9日没

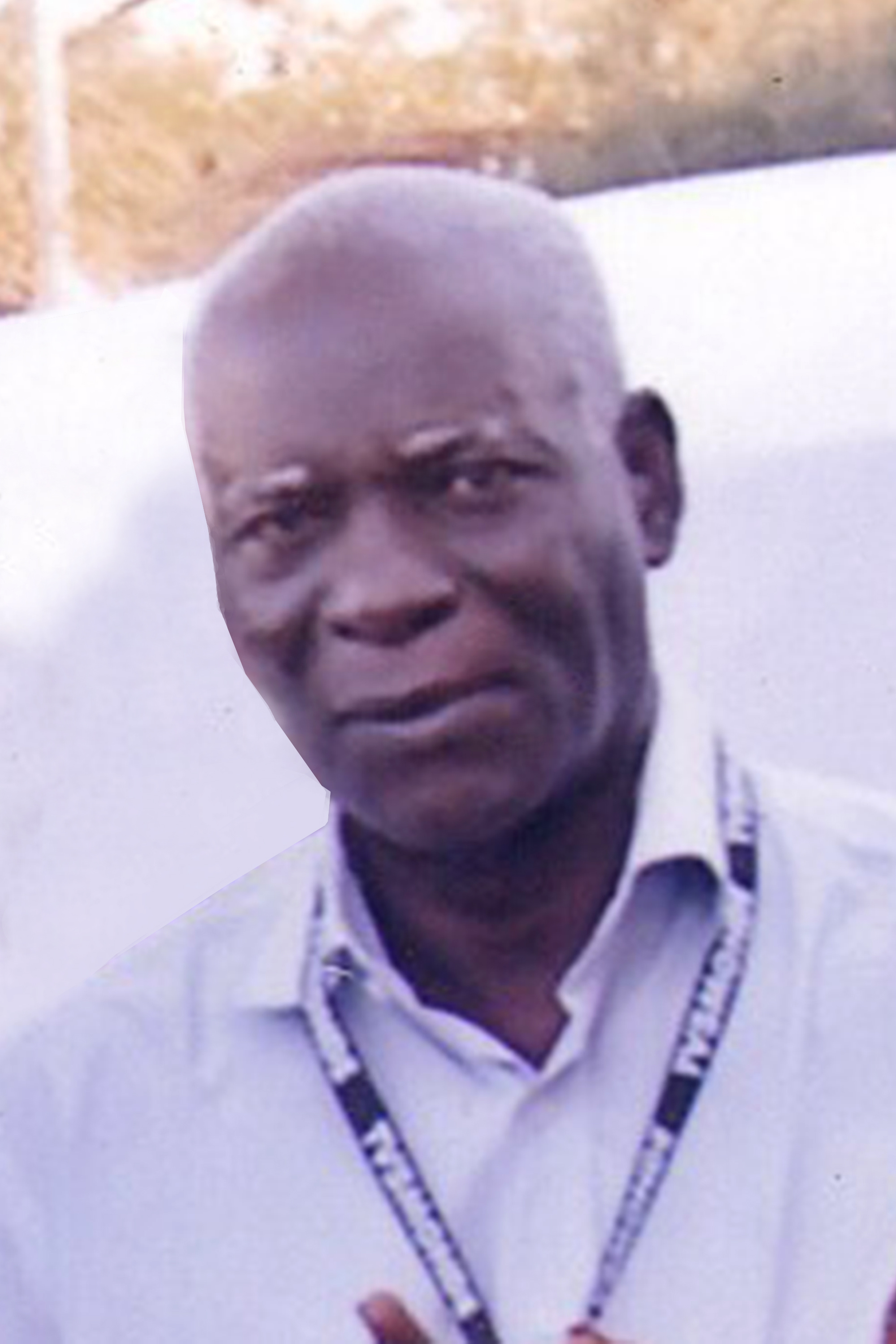
ロジャー・ニョアン・ムバラ／7月9日没

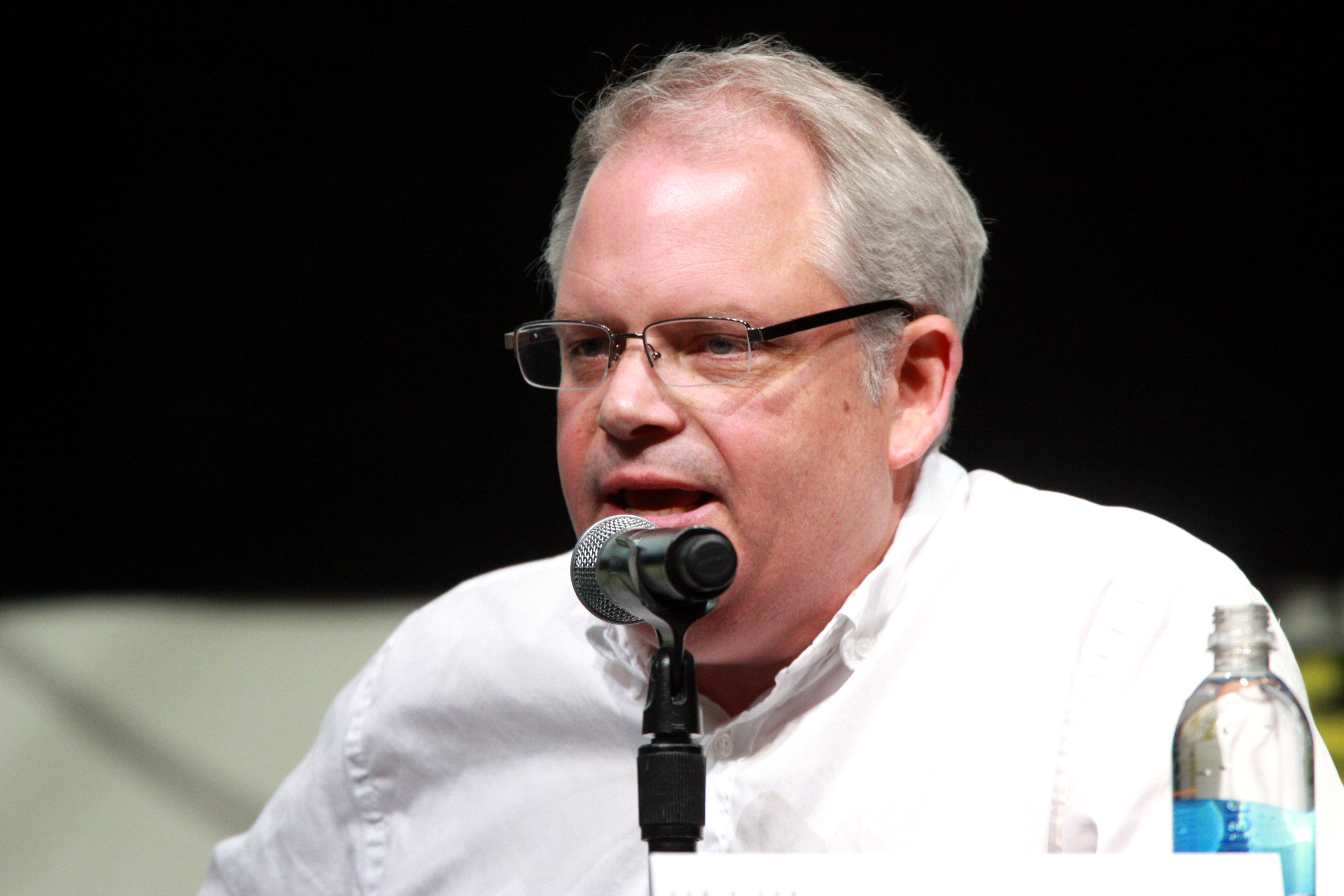
マニー・コト／7月9日没

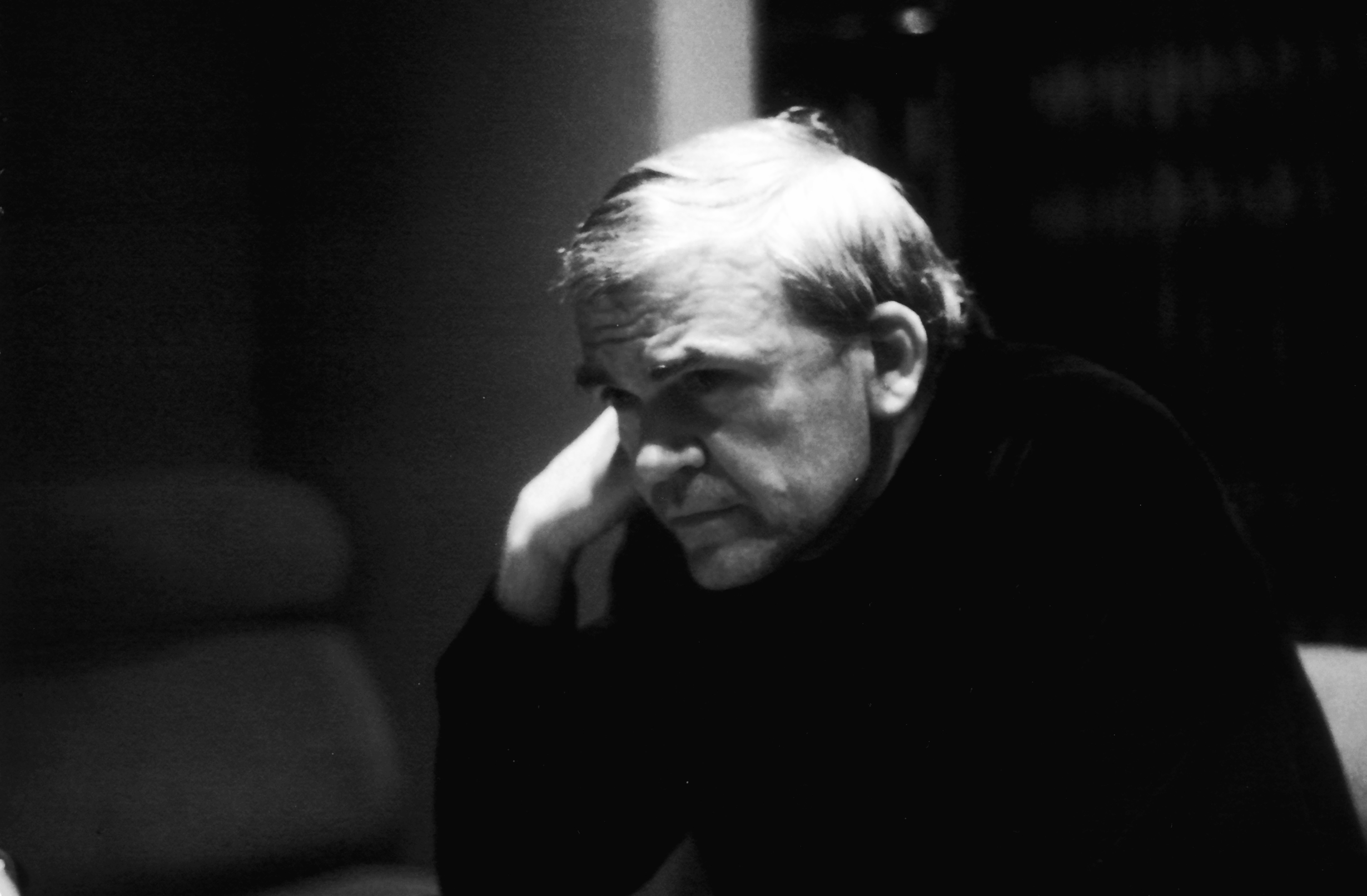
ミラン・クンデラ／7月11日没

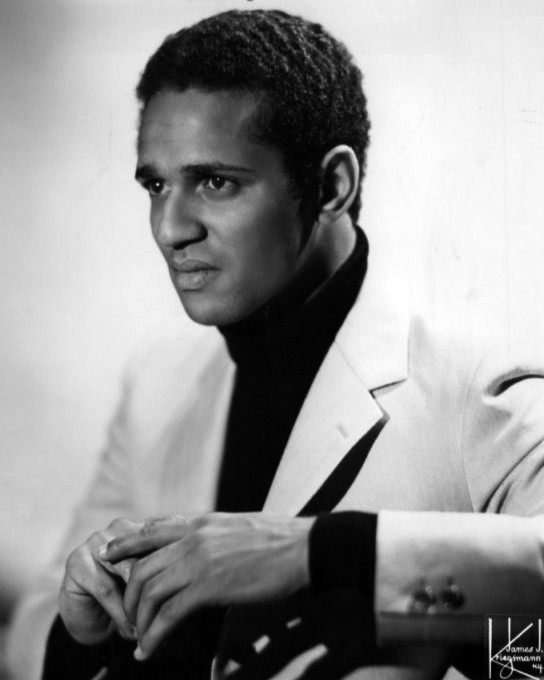
アンドレ・ワッツ／7月12日没

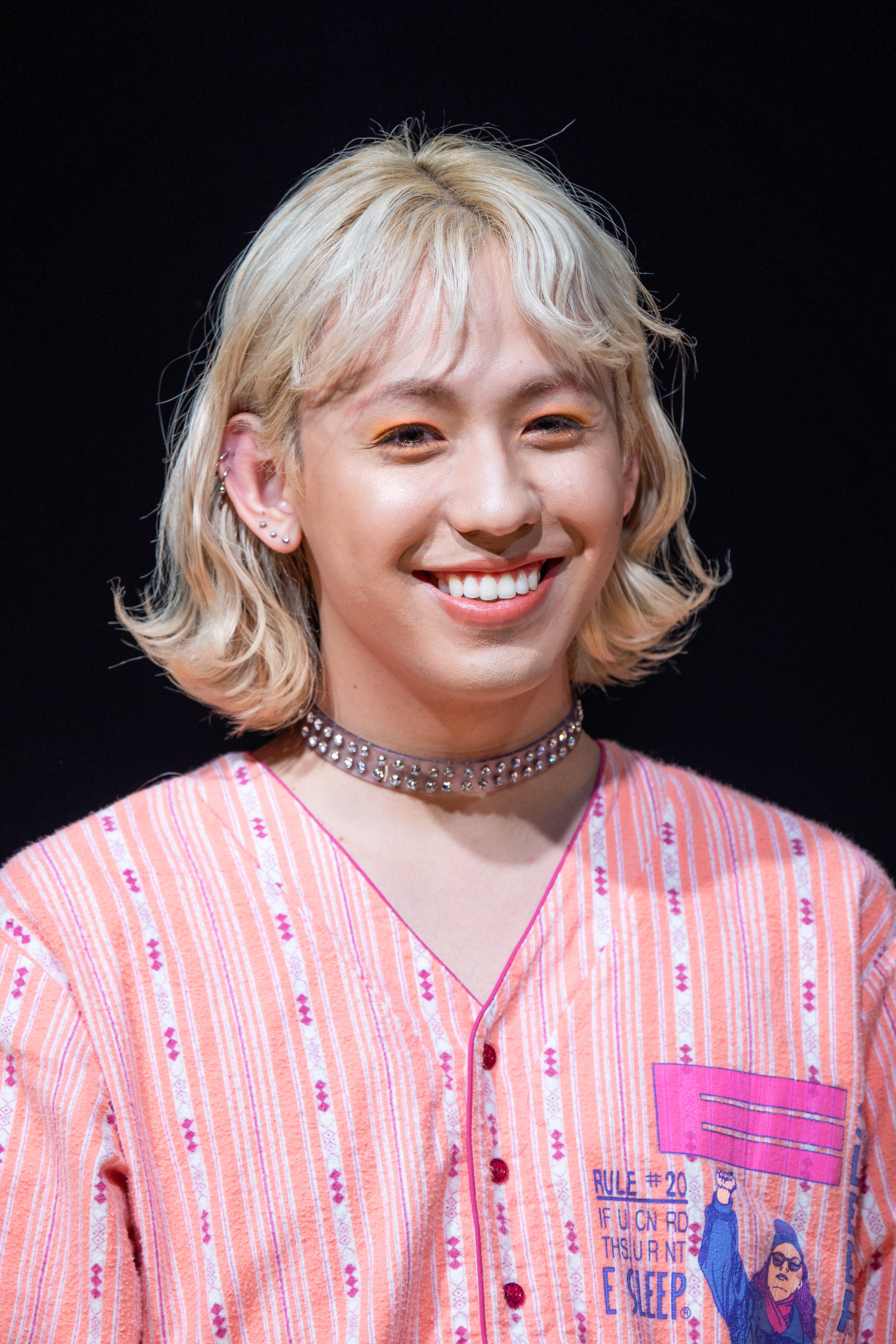
ryuchell／7月12日没

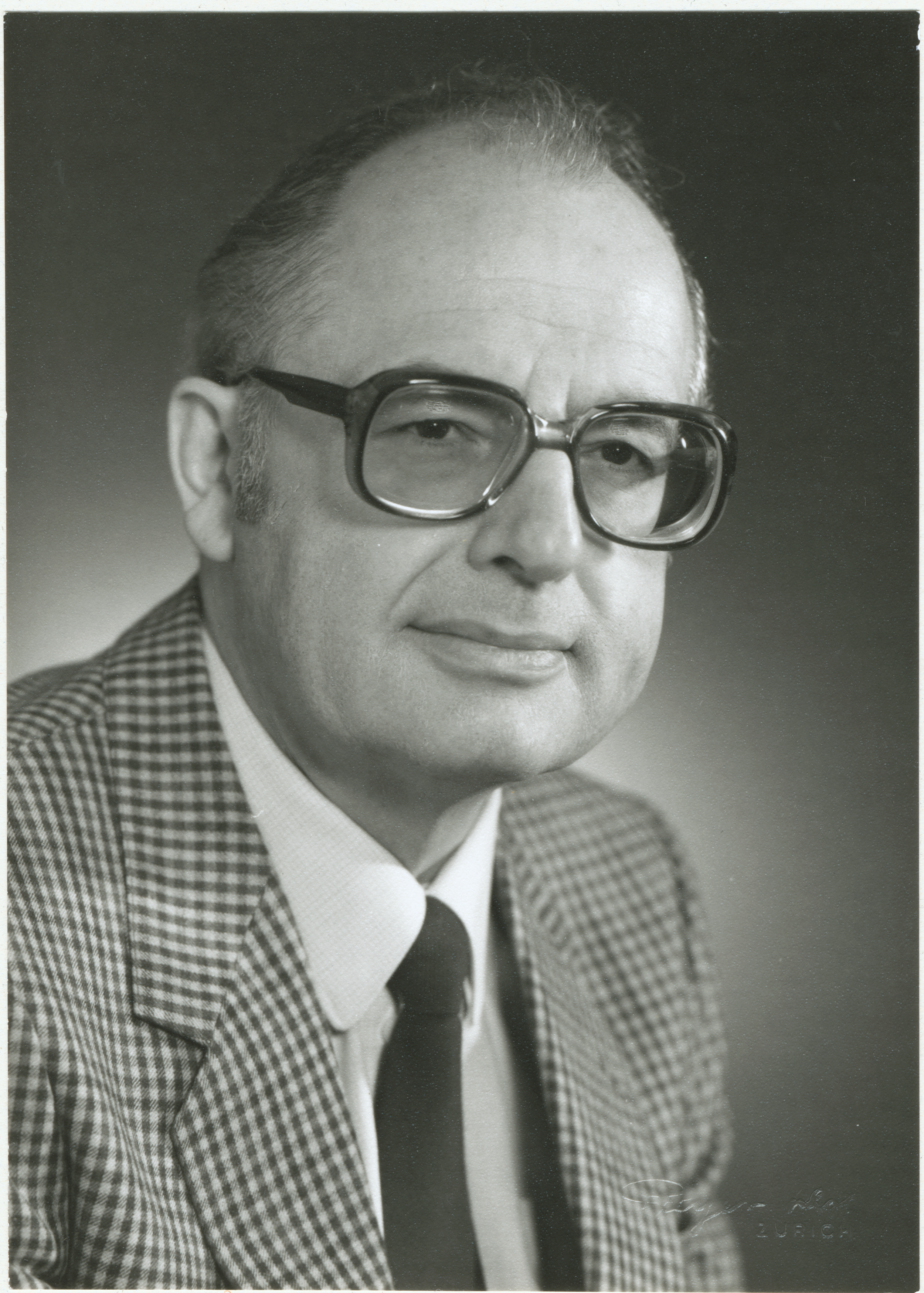
アルバート・エッシェンモーザー／7月14日没

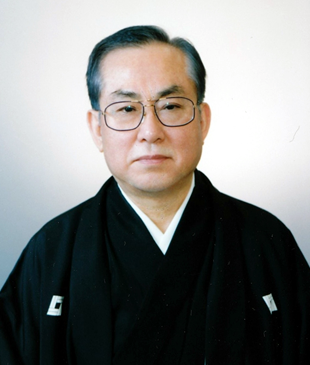
十世 西川扇藏／7月14日没

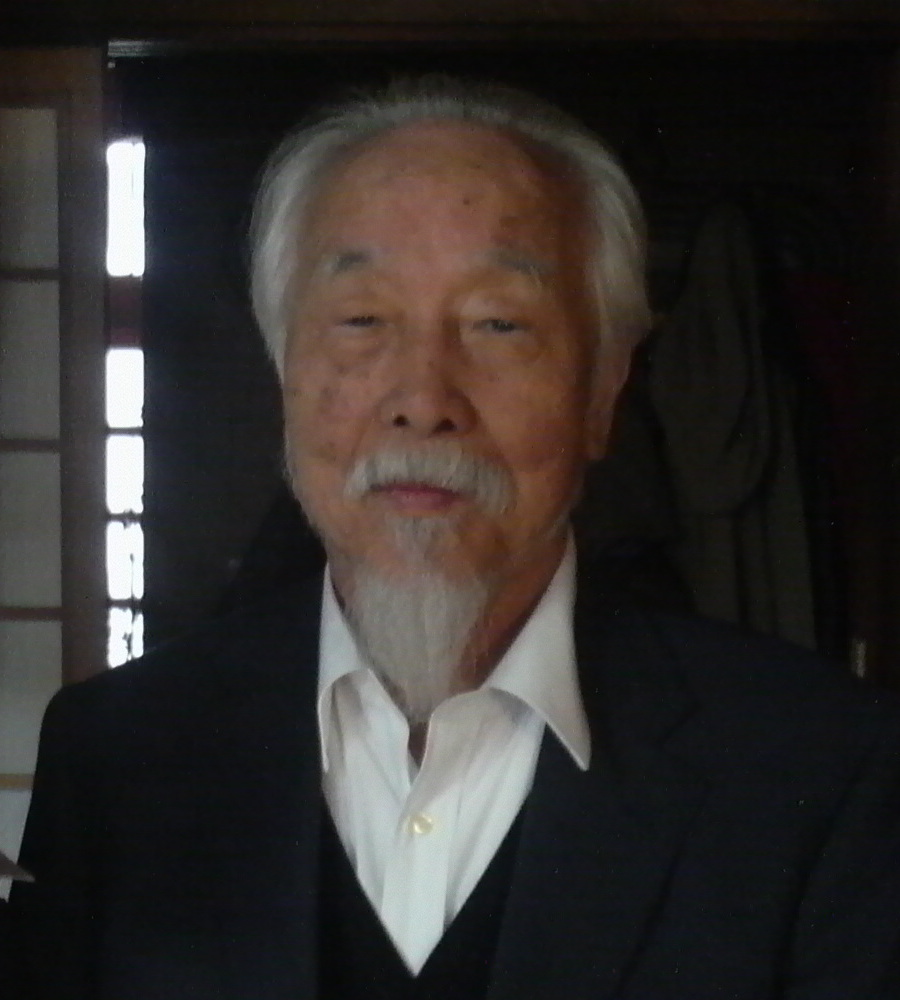
高史明／7月15日没

- 7月1日 - ローレンス・ターマン（英語版）、アメリカ合衆国の映画プロデューサー（* 1926年）[1]
- 7月1日 - 横山豊介、日本の彫刻家（* 1930年）[2]
- 7月1日 - パク・キュチェ、韓国の俳優、声優、教授（* 1938年）[3]
- 7月1日 - 九里一平、日本の漫画家、元タツノコプロ社長（* 1940年）[4]
- 7月1日 - 安正孝、韓国の小説家、翻訳家（* 1941年）[5]
- 7月1日 - 真山誠太郎、日本の浪曲師（* 1945年）[6]
- 7月1日 - 西村欣也、日本のスポーツジャーナリスト、元朝日新聞社編集委員（* 1956年）[7]
- 7月1日 - 三森隆文、日本の音楽雑誌編集者、元スイングジャーナル編集長・Jazz Japan編集長（* 1959年）[8]
- 7月1日 - アンドレイ・フォミン（ロシア語版）、ロシアの政治家、弁護士、元クリミア共和国検事総長代理（* 1966年）[9]
- 7月1日 - 馮暘赫、中華人民共和国の指揮・統制学者、人工知能研究者、国防科学技術大学副教授（* 1985年）[10]
- 7月1日 - ビクトリア・アメリーナ（英語版）、ウクライナの小説家（* 1986年）[11]
- 7月1日 - ジョー・リンドナー、ドイツのボディービルダー、インフルエンサー（* 1993年）[12]
- 7月1日 - ディラーノ・ファン・ト・ホフ（英語版）、オランダの自動車競技選手（* 2004年）[13]
- 7月2日 - 趙容翊（朝鮮語版）、韓国の画家（* 1934年）[14]
- 7月2日 - 吉岡静夫、日本の政治家、元新潟県糸魚川市長（* 1936年）[15]
- 7月2日 - ミラン・ミルティノヴィッチ（英語版）、セルビアの政治家、セルビア共和国第2代大統領（* 1942年）[16]
- 7月2日 - 保立一男、日本の政治家、元茨城県神栖市長（* 1945年）[17]
- 7月2日 - 浜田安則、日本の元陸上競技選手（* 1946年）[18]
- 7月2日 - レアンドロ・デ・ニーロ・ロドリゲス、アメリカ合衆国の俳優（* 2004年）[19]
- 7月3日 - レオン・ゴーティエ（英語版）、フランスの元軍人、ノルマンディー上陸作戦に参加した自由フランス軍部隊最後の生存者（* 1922年）[20]
- 7月3日 - 閻明復、中華人民共和国の政治家、元中国共産党中央統一戦線工作部長（* 1931年）[21]
- 7月3日 - ヴィッキー・アンダーソン（英語版）、アメリカ合衆国のファンクシンガー、ジェームス・ブラウンバンドメンバー（* 1939年）[22]
- 7月3日 - マイケル・ベーデン＝パウエル（英語版）、オーストラリアのスカウト運動指導者、第4代ベーデン＝パウエル男爵（* 1940年）[23]
- 7月3日 - モー・フォスター（英語版）、イギリスのマルチプレイヤー、音楽プロデューサー、アフィニティーメンバー（* 1944年）[24]
- 7月3日 - 古川健仁、日本の音楽プロデューサー、元キングレコード制作部プロデューサー（* 1945年）[25]
- 7月3日 - KANDATA、日本のヒップホップミュージシャン、ヒップホップバンド「BIG-RE-MAN」メンバー（* 1982年?）[26]
- 7月4日 - 久留都茂子、日本の民法学者、元東京都立商科短期大学学長（* 1927年）[27]
- 7月4日 - 安田博幸、日本の薬学者、武庫川女子大学名誉教授（* 1927年）[28]
- 7月4日 - 勝又悌三、日本の生化学者、岩手大学名誉教授（* 1929年?）[29]
- 7月4日 - 萩尾千里、日本の新聞記者、元関西経済同友会事務局長（* 1937年）[30]
- 7月4日 - カネリータ・メディーナ（英語版）、ベネズエラのサルサ歌手（* 1939年）[31]
- 7月4日 - 吉田正彦、日本のバスケットボール指導者、選手（* 1941年）[32]
- 7月4日 - ヤンドー・イェネー、ハンガリーのピアニスト（* 1952年）[33]
- 7月4日 - ジョン・ベリルソン、アメリカ合衆国の実業家、ミルウォールFC会長（* 1953年）[34]
- 7月4日 - 呉国華（中国語版）、中華人民共和国の軍人、中国人民解放軍ロケット軍元副司令（* 1957年）[35]
- 7月4日 - アレクセイ・アブラメンコ（ロシア語版）、ベラルーシの政治家、運輸通信相（ロシア語版）（* 1977年）[36]
- 7月4日 - 仔仔（中国語版）（周靂岑）、台湾の元アイドル歌手、元7Flowersメンバー（* 1988年）[37]
- 7月5日 - 高田衛、日本の国文学者、東京都立大学名誉教授（* 1930年）[38]
- 7月5日 - 平松茂雄、日本の政治学者、評論家、国家基本問題研究所評議員（* 1936年）[39]
- 7月5日 - ラルフ・ルンドステン（英語版）、スウェーデンの電子音楽作曲家（* 1936年）[40]
- 7月5日 - ロブ・アフルベーク（英語版）、インドネシア出身のオランダのピアニスト（* 1937年）[41]
- 7月5日 - ジョージ・ティックナー（英語版）、アメリカ合衆国のギタリスト、元ジャーニーメンバー（* 1946年）[42]
- 7月5日 - 中野和久、日本の実業家、元出光興産社長（* 1948年）[43]
- 7月5日 - 黒木幹夫、日本の哲学者、愛媛大学元法文学部長・名誉教授（* 1948年）[44]
- 7月5日 - ココ・リー（李玟）、中国系アメリカ人の歌手（* 1975年）[45]
- 7月6日 - アルナルド・フォルラーニ、イタリアの政治家、第43代閣僚評議会議長（* 1925年）[46]
- 7月6日 - 伊藤裕司、日本の漆芸家（* 1930年）[47]
- 7月6日 - 二代目京山小円嬢、日本の浪曲師（* 1931年）[48]
- 7月6日 - ピーター・ネロ、アメリカ合衆国のピアニスト、指揮者（* 1934年）[49]
- 7月6日 - ゼ・セルソ（英語版）、ブラジルの劇作家、演出家（* 1937年）[50]
- 7月6日 - グラハム・クラーク（英語版）、イギリスのテノール歌手（* 1941年）[51]
- 7月6日 - 田辺宏章、日本の俳優、声優（* 1945年）[52]
- 7月6日 - 北野岸柳、日本の川柳作家、ラジオパーソナリティ、津軽弁の日の元メンバー（* 1946年）[53]
- 7月6日 - イバン・マルケス（英語版）、コロンビアの反政府組織指導者、コロンビア革命軍幹部・分離抗戦派リーダー（* 1955年）[54]
- 7月6日 - ジェフリー・カールソン（英語版）、アメリカ合衆国の俳優（* 1975年）[55]
- 7月6日 - イ・サンウン、韓国の声楽家、ソプラノ歌手（* 1977年）[56]
- 7月6日 - 増井侑輝、日本のキックボクサー、K-1ファイター（* 1993年）[57]
- 7月7日 - 久保友之、日本の元プロ野球選手【大阪タイガース所属】、元プロ野球審判員（* 1937年）[58]
- 7月7日 - 北村昭斎、日本の漆芸家、人間国宝（* 1938年）[59]
- 7月7日 - 山本吉宣、日本の国際政治学者、東京大学・青山学院大学名誉教授（* 1943年）[60]
- 7月7日 - 澤好摩、日本の俳人（* 1944年）[61]
- 7月7日 - PANTA、日本のロックヴォーカリスト、作曲家、作詞家、俳優、ロックバンド「頭脳警察」メンバー（* 1950年）[62]
- 7月7日 - ジョセフ・チェベト（英語版）、ケニアの元陸上競技選手、1999年ボストンマラソン優勝者（* 1970年）[63]
- 7月8日 - エベリン・ウィトキン、アメリカ合衆国の遺伝学者（* 1921年）[64]
- 7月8日 - 泉修二、日本のインテリアデザイナー、武蔵野美術大学名誉教授（* 1928年）[65]
- 7月8日 - 岩澤巖、日本の実業家、東京マルイ創業者・会長（* 1932年?）[66]
- 7月8日 - ヴィクトル・ピカイゼン、ロシアのヴァイオリン奏者（* 1933年）[67]
- 7月8日 - 車秀雄（朝鮮語版）、韓国の実業家、元宇星海運会長（* 1940年）[68]
- 7月8日 - ニコライ・アリョーヒン（ロシア語版）、ベラルーシの元フェンシング選手、1980年モスクワオリンピックサーブル団体金メダリスト【旧ソビエト連邦代表】（* 1954年）[69]
- 7月9日 - 石川喬司、日本の作家、評論家（* 1930年）[70]
- 7月9日 - アラン・ブザンソン（英語版）、フランスの歴史家（* 1932年）[71]
- 7月9日 - 北村昌男、日本の将棋棋士（* 1934年）[72]
- 7月9日 - ルイス・スアレス・ミラモンテス、スペインの元サッカー選手・指導者、元同国代表・代表監督、元インテル・ミラノ監督（* 1935年）[73]
- 7月9日 - ベンノ・C・シュミット・ジュニア（英語版）、アメリカ合衆国の法学者、元イェール大学学長（* 1942年）[74]
- 7月9日 - 若林仁、カナダ出身の日本の元アイスホッケー選手・指導者、元代表監督、元日本アイスホッケー連盟副会長（* 1943年）[75]
- 7月9日 - ロジャー・ニョアン・ムバラ、コートジボワールの映画監督（* 1943年）[76]
- 7月9日 - 岡田真水、日本の仏教学者、兵庫県立大学名誉教授（* 1954年）[77]
- 7月9日 - アンドレア・エバンス（英語版）、アメリカ合衆国の女優（* 1957年）[78]
- 7月9日 - マニー・コト、キューバ出身のアメリカ合衆国の脚本家、テレビプロデューサー（* 1961年）[79]
- 7月9日 - ミカラ・ジョーンズ、アメリカ合衆国出身のプロサーファー（* 1979年）[80]
- 7月10日 - エーリヒ・ビッター（ドイツ語版）、ドイツのカーデザイナー、元自転車競技選手・レーシングドライバー、エーリッヒ・ビッター・オートモービル・GmbH（英語版）創業者（* 1933年）[81]
- 7月10日 - エルンスト・ルートヴィヒ・ペトロフスキー（英語版）、ドイツのジャズクラリネット奏者、クラリネット・サミットメンバー（* 1933年）[82]
- 7月10日 - 金田茉莉、日本の戦争孤児、語り部、「戦争孤児の会」元代表（* 1935年）[83]
- 7月10日 - 奥平真治、日本の元競馬調教師【日本中央競馬会所属】（* 1936年）[84]
- 7月10日 - 岡田義弘、日本の政治家、元兵庫県三田市長（* 1937年）[85]
- 7月10日 - 桑原功、日本の政治家、元衆議院議員、元群馬県議会議員【民進党・民主党・社会民主党・日本社会党所属】（* 1945年）[86]
- 7月10日（訃報発表日） - 土生田純之、日本の考古学者、博士（文学）、専修大学名誉教授（1951年）[87]
- 7月10日 - オリヴィエ・ペシュー、フランスの調香師（* 1966年）[88]
- 7月10日 - スタニスラフ・ルジツキー、ロシアの元軍人、元海軍大佐（1981年?）[89]
- 7月11日 - ミラン・クンデラ、チェコ系フランス人の作家（* 1929年）[90]
- 7月11日 - 外山雄三、日本の指揮者、作曲家（* 1931年）[91]
- 7月11日 - 那須田稔、日本の児童文学作家（* 1931年）[92]
- 7月11日 - サム・カトラー（英語版）、アメリカ合衆国のツアーマネージャー（* 1943年）[93]
- 7月11日 - アレス・プーシキン（英語版）、ベラルーシの芸術家、政治犯（* 1965年）[94]
- 7月11日（訃報発表日） - 廣田恵介、日本のフリーライター、キュレーター（* 1967年）[95]
- 7月11日 - マイク・ハラック、アメリカ合衆国の元プロレスラー（* 1968年）[96]
- 7月11日 - オレグ・ツォコフ、ロシアの軍人、陸軍中将、南部軍管区副司令官（* 1971年）[97]
- 7月11日 - イ・ジス（朝鮮語版）、韓国のお笑いタレント（* 1993年）[98]
- 7月12日 - 内田勲、日本の実業家、元横河電機会長（* 1936年）[99]
- 7月12日 - 新庄貞夫、日本の歌人（* 1938年）[100]
- 7月12日 - アンドレ・ワッツ、ドイツ出身のアメリカ合衆国のピアニスト（* 1946年）[101]
- 7月12日 - ryuchell、日本の読者モデル、タレント、歌手、実業家（* 1995年）[102]
- 7月13日 - 上田昭三、日本の金融経済学者、関西大学名誉教授（* 1928年）[103]
- 7月13日 - 木滑良久、日本の雑誌編集者、マガジンハウス最高顧問（* 1930年）[104]
- 7月13日 - ジョゼフィン・チャップリン（英語版）、アメリカ合衆国の女優、チャールズ・チャップリンの次女（* 1949年）[105]
- 7月13日 - 赤池伸彦、日本の政治家、南砺市議会議員（* 1958年[106]）[107]
- 7月13日 - 玉木美孝、日本のゲームクリエイター（* 1967年）[108]
- 7月13日 - グスタボ・バデル、ベネズエラ出身のプエルトリコの元ボディービルダー（* 1972年）[109]
- 7月14日 - カジミエシュ・クリムチャク（ポーランド語版）、ポーランドの元軍人、ワルシャワ蜂起に参加した存命最高齢の軍人（* 1914年）[110]
- 7月14日 - アルバート・エッシェンモーザー、スイスの化学者（* 1925年）[111]
- 7月14日 - 十世 西川扇藏、日本の日本舞踊家、西川流宗家家元（* 1928年）[112]
- 7月15日 - 平山高明、日本のカトリック教会司教、元カトリック大分司教区長（* 1924年）[113]
- 7月15日 - 市川誠、日本の精密工学者、信州大学名誉教授（* 1925年?）[114]
- 7月15日 - 高史明、在日朝鮮人の作家（* 1932年）[115]
- 7月15日 - 天野道映、日本の演劇評論家（* 1936年）[116]

## 16日 - 31日

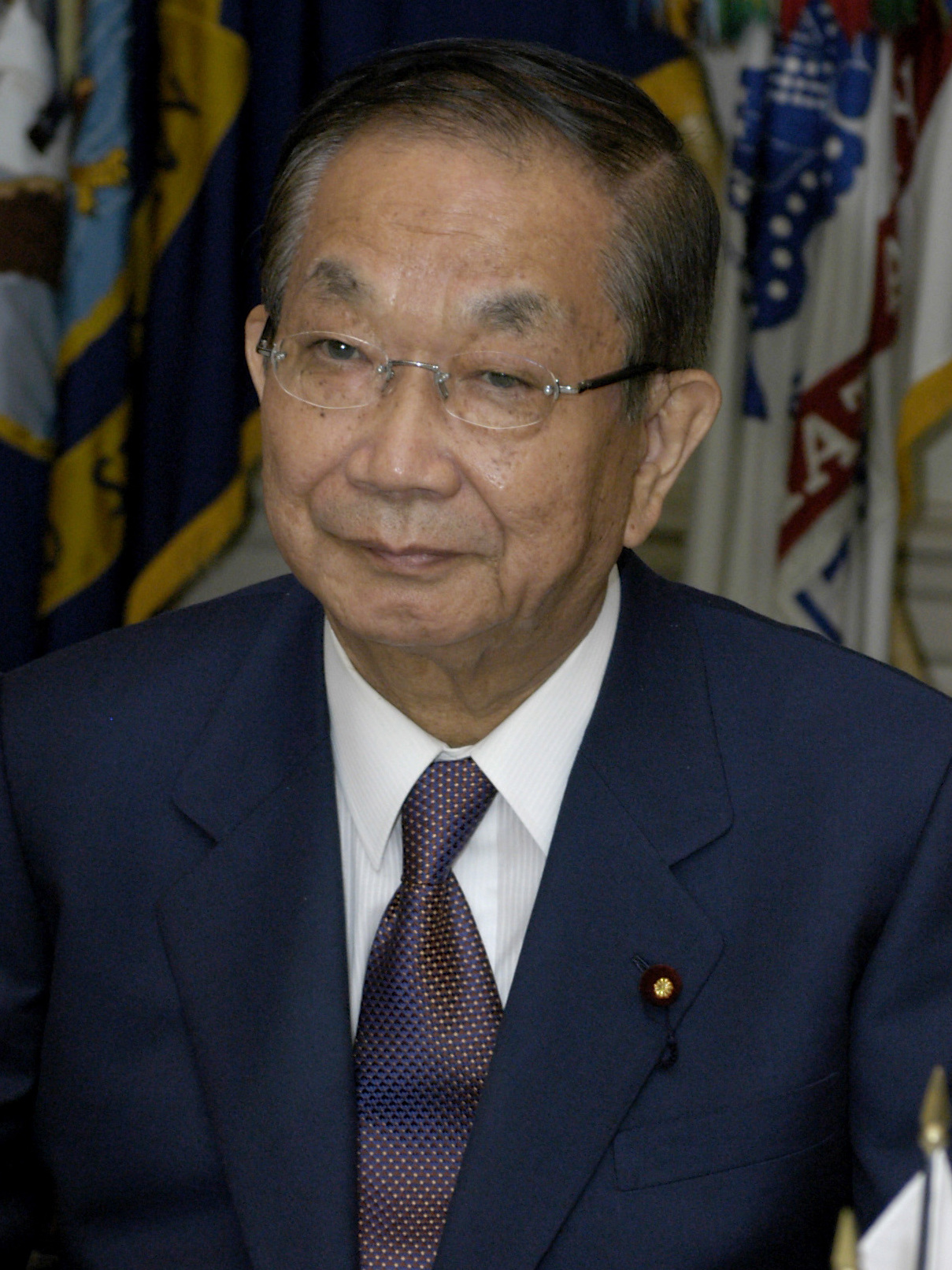
大野功統／7月16日没

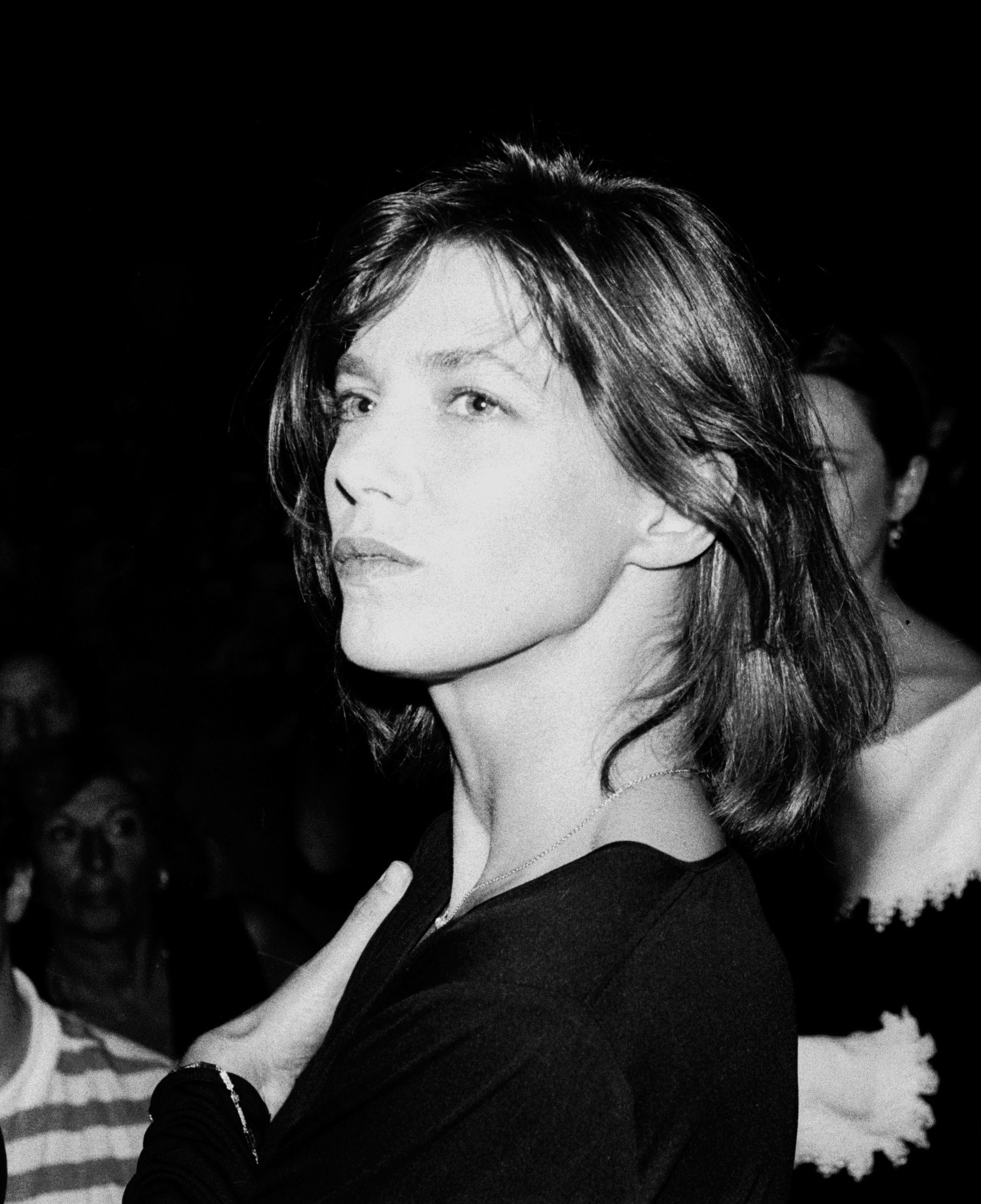
ジェーン・バーキン／7月16日没

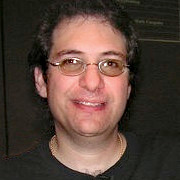
ケビン・ミトニック／7月16日没

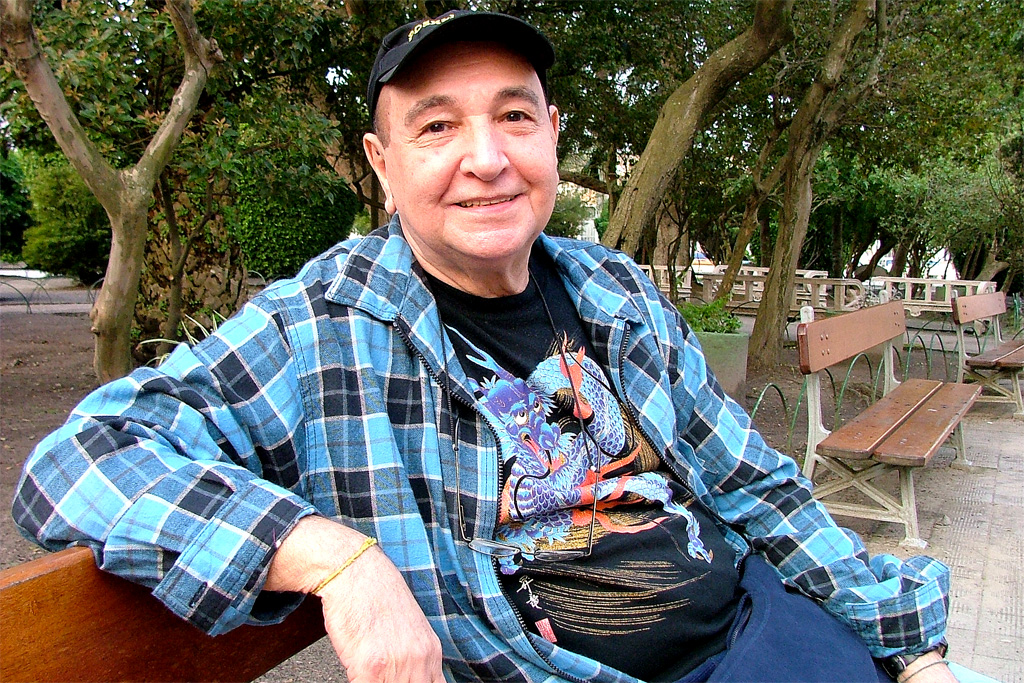
ジョアン・ドナート／7月17日没

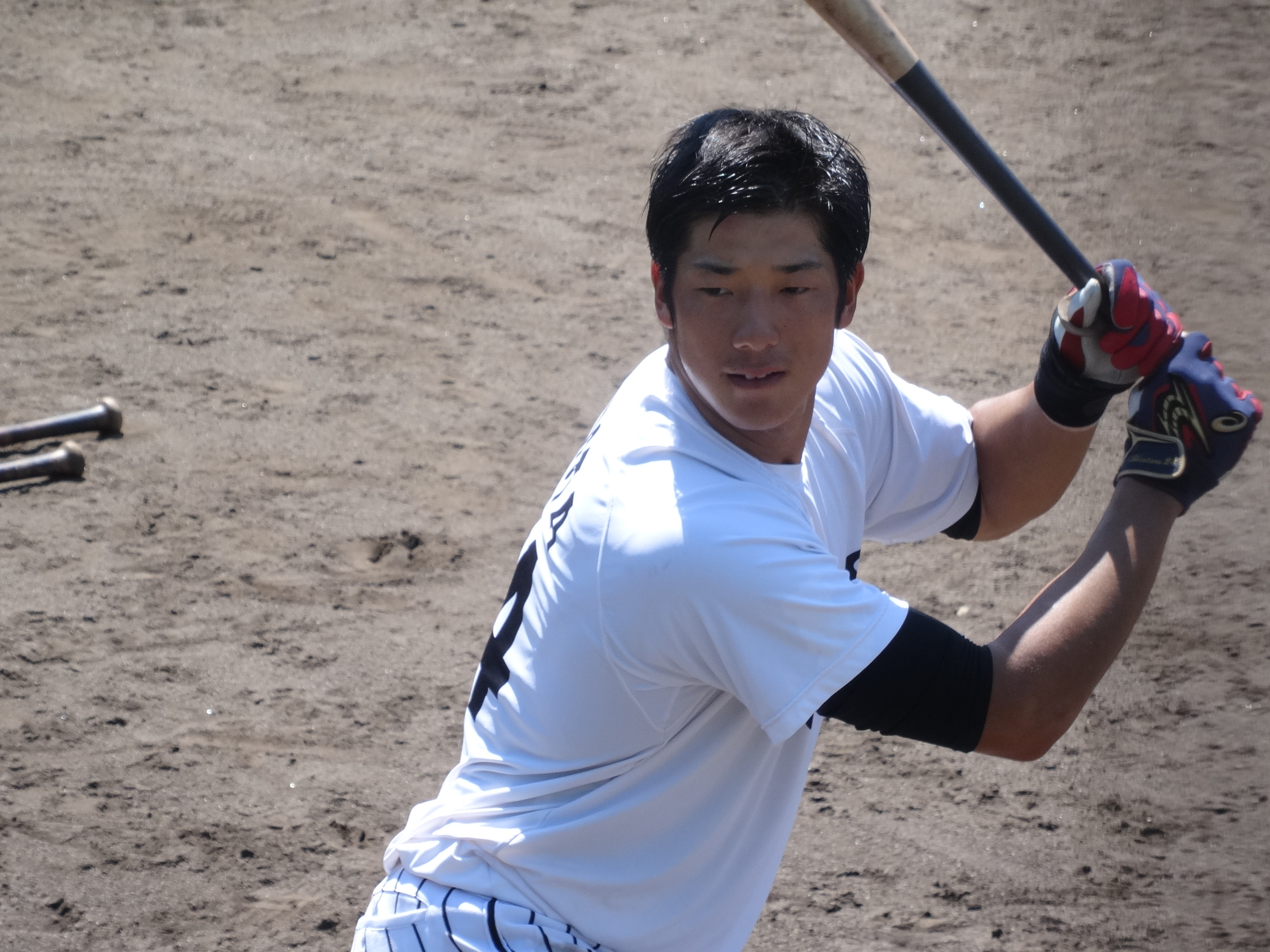
横田慎太郎／7月18日没

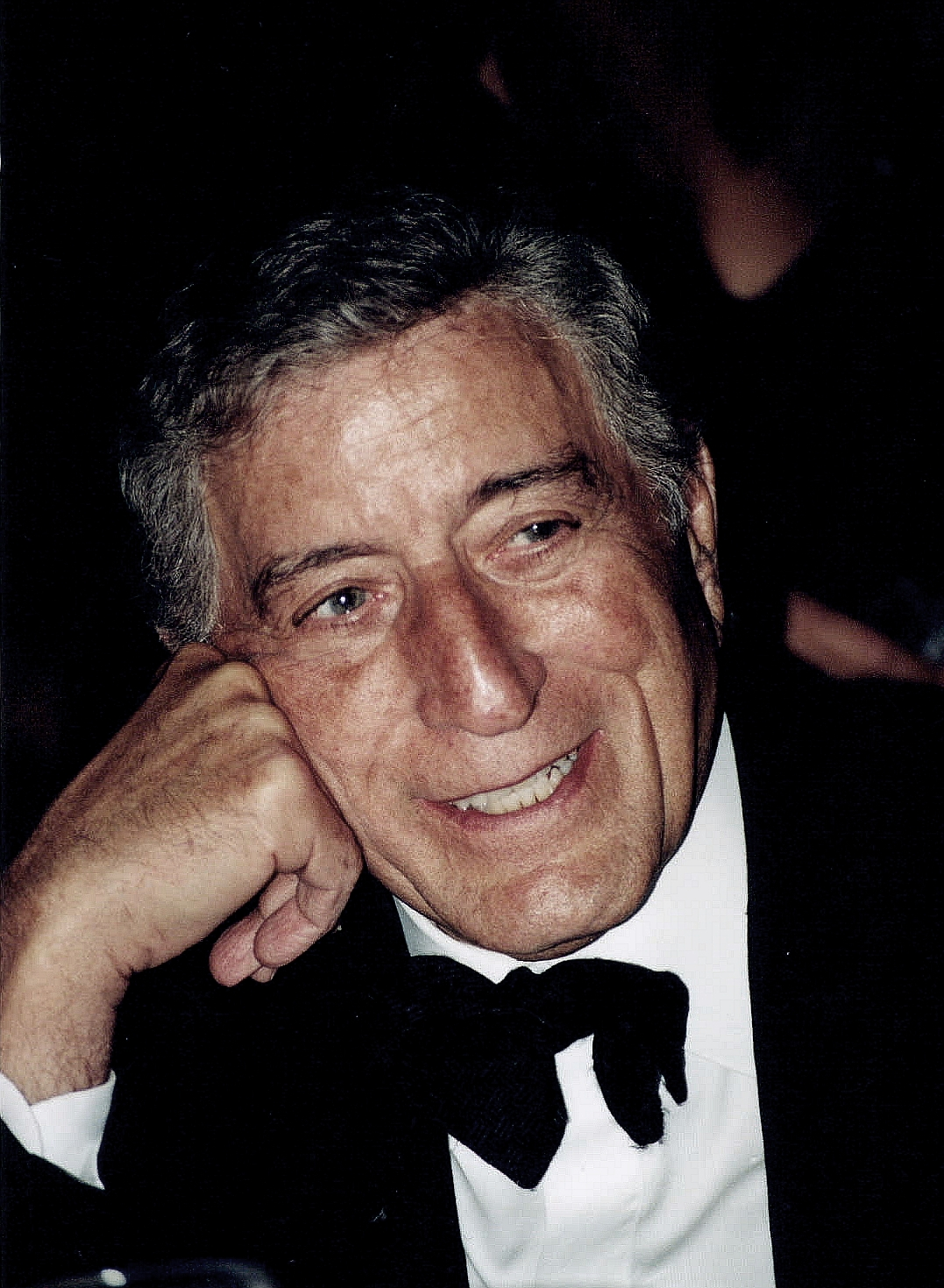
トニー・ベネット／7月21日没

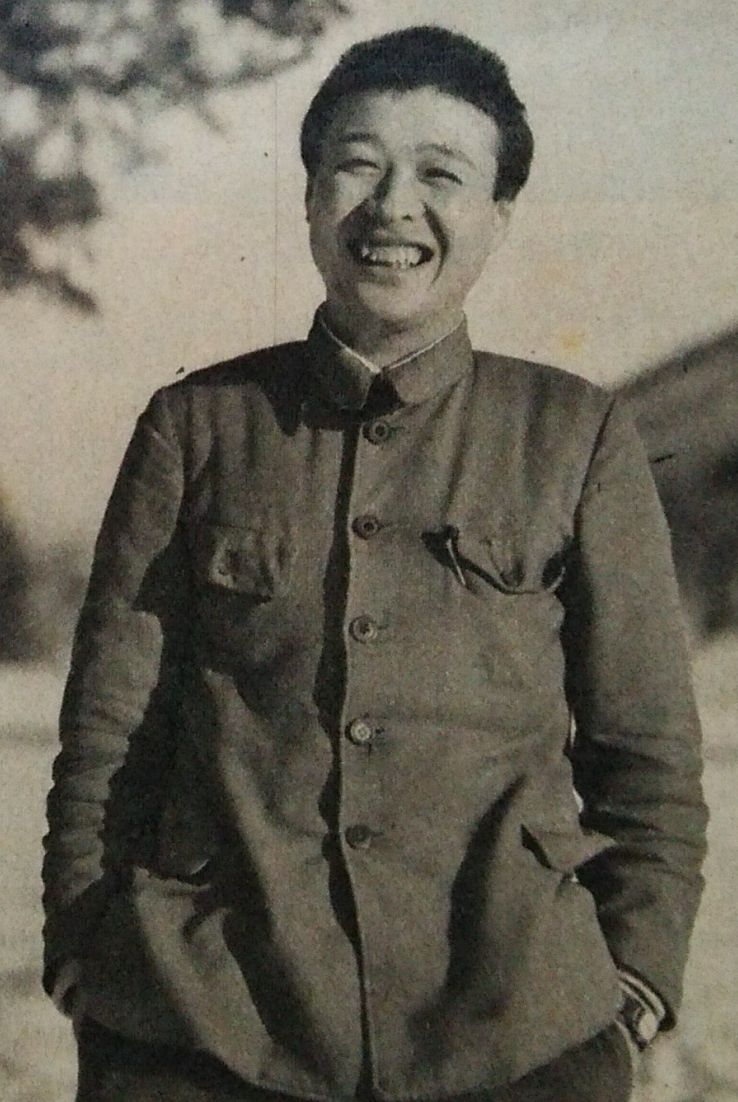
無着成恭／7月21日没

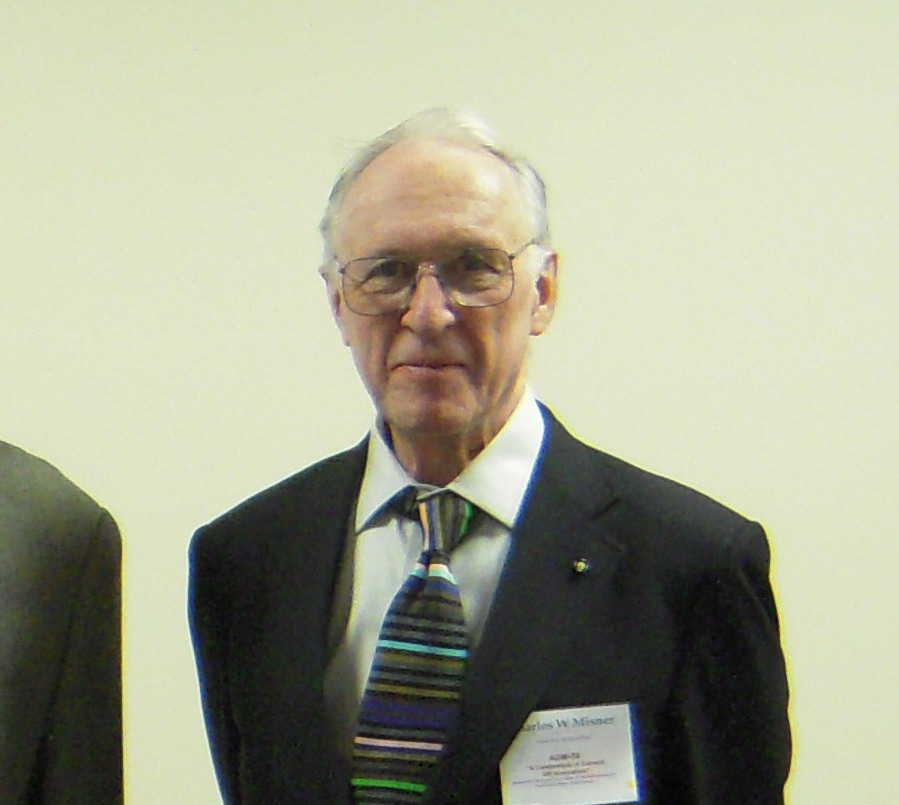
チャールズ・マイスナー／7月24日没

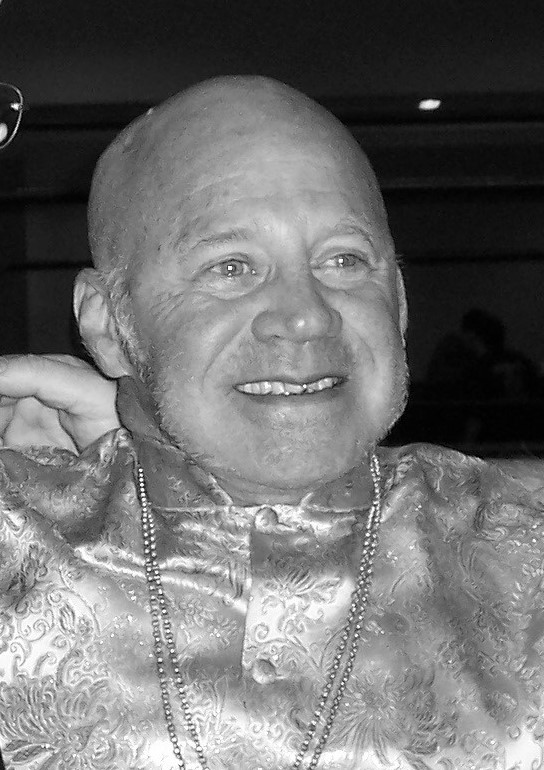
エイドリアン・ストリート／7月24日没

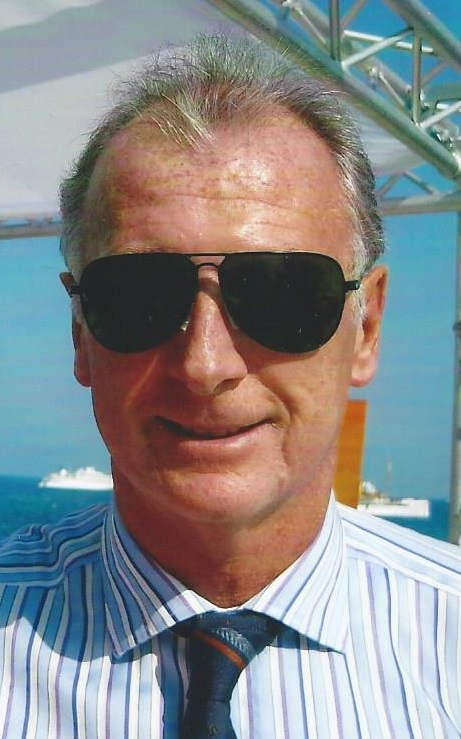
トレヴァー・フランシス／7月24日没

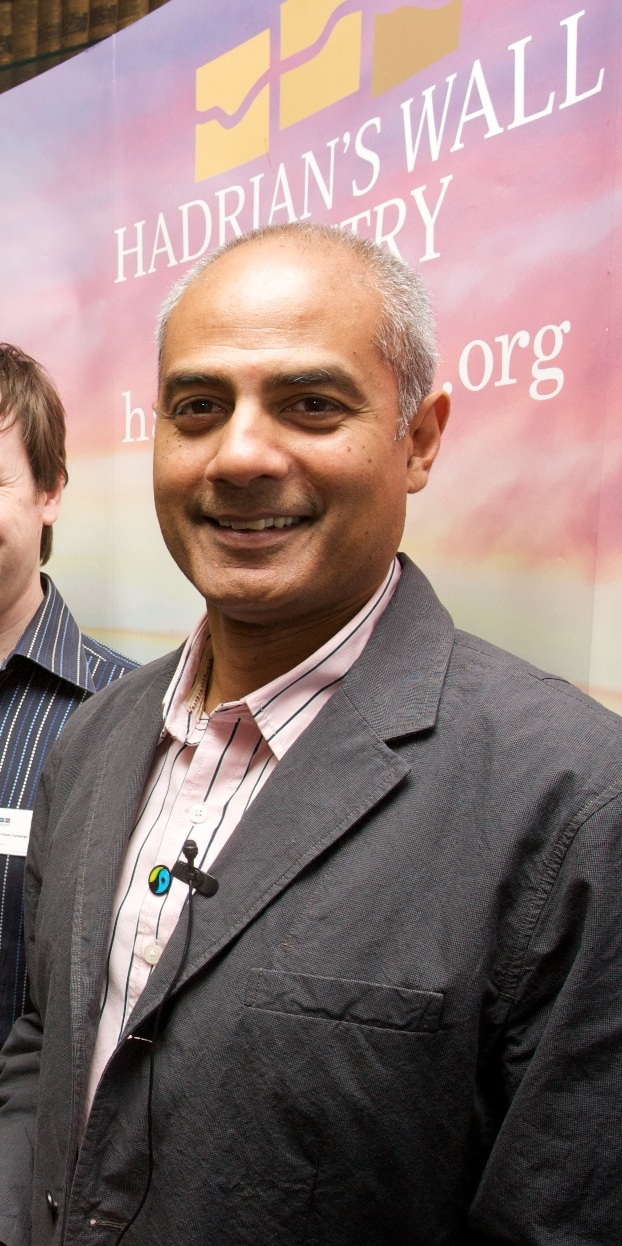
ジョージ・アレガイアー／7月24日没

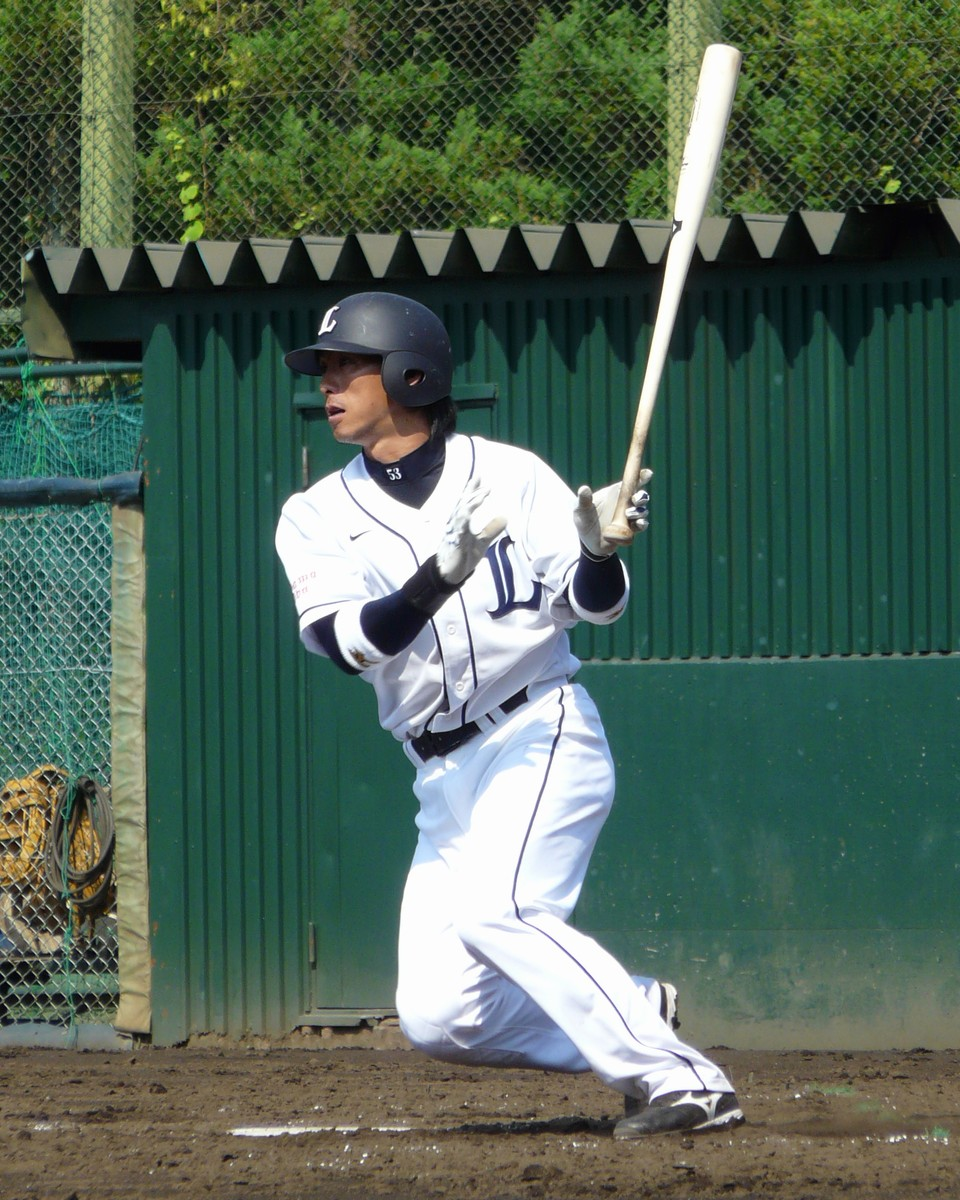
三浦貴／7月24日没

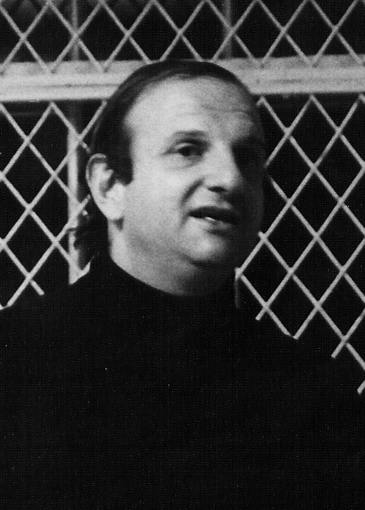
ボー・ゴールドマン／7月25日没

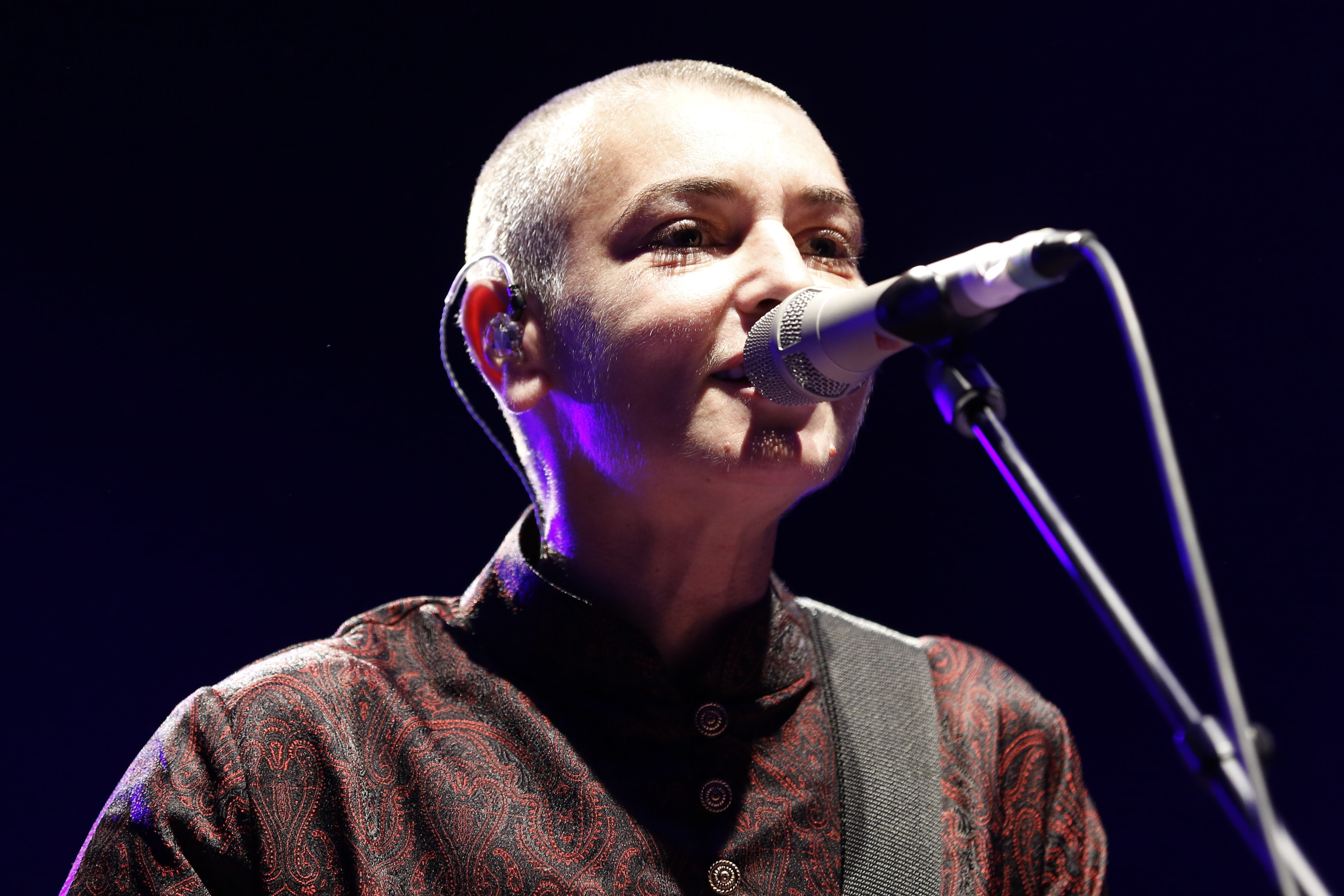
シネイド・オコナー／7月26日没

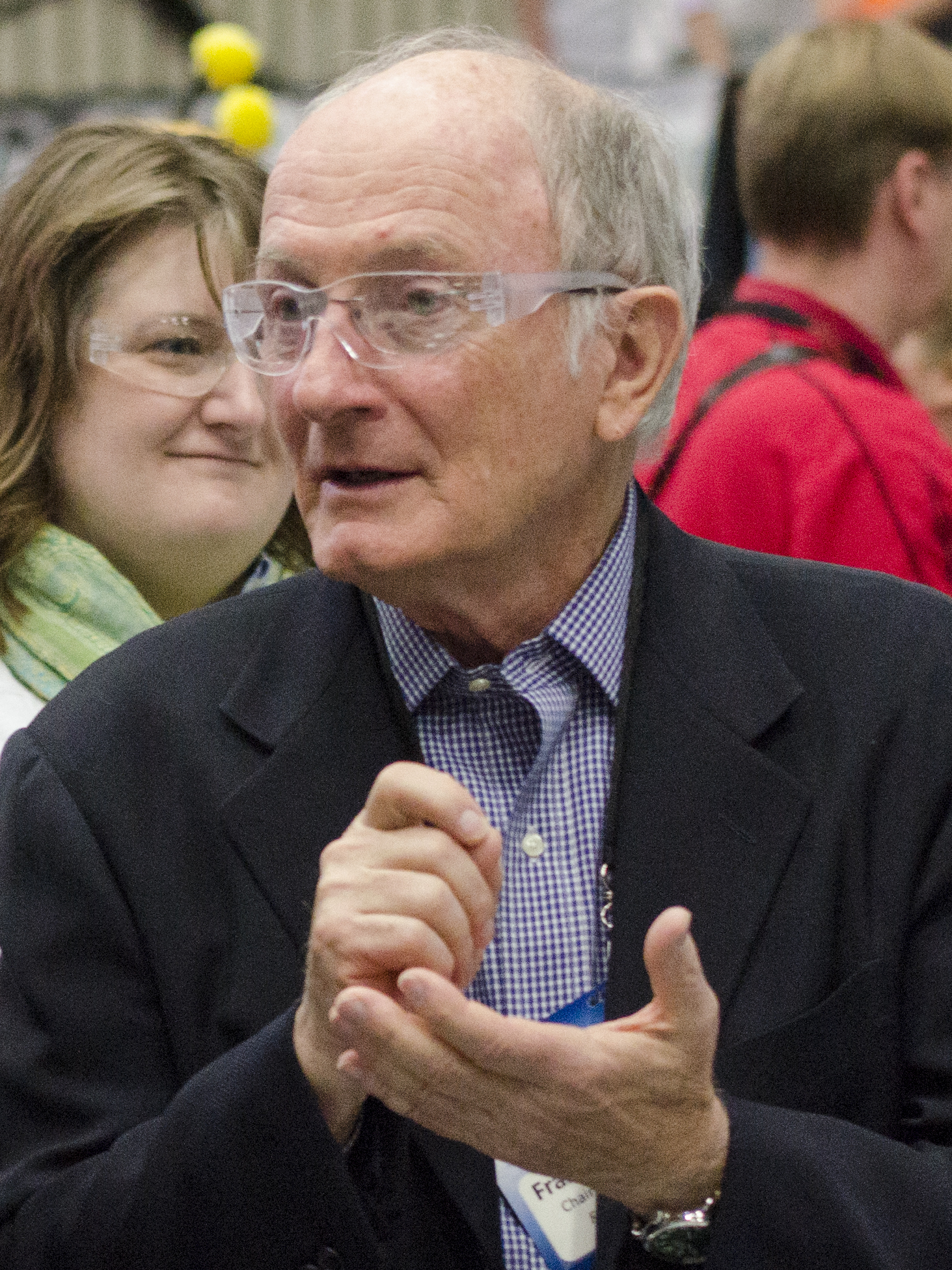
フランソワ・キャスタン／7月27日没

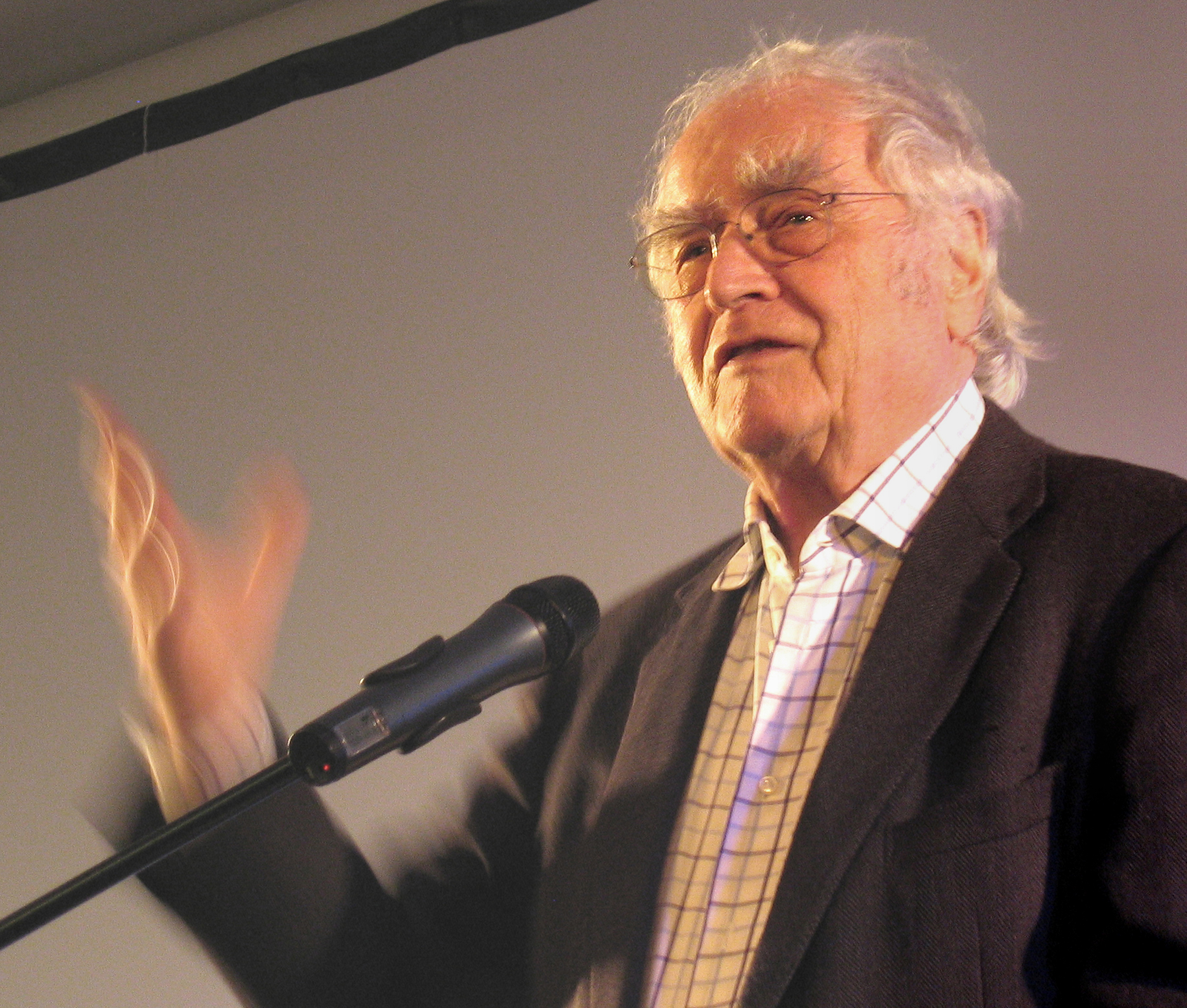
マルティン・ヴァルザー／7月28日没

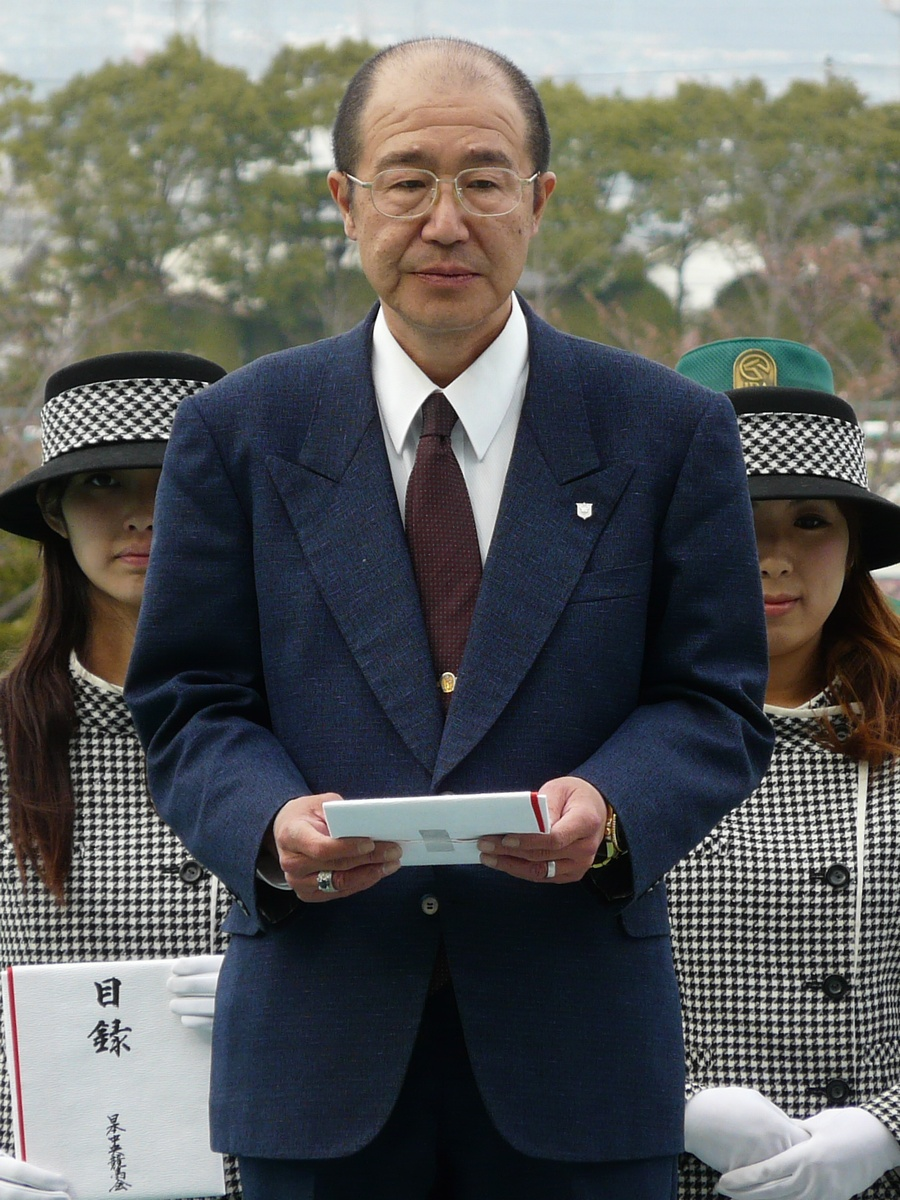
服部利之／7月28日没

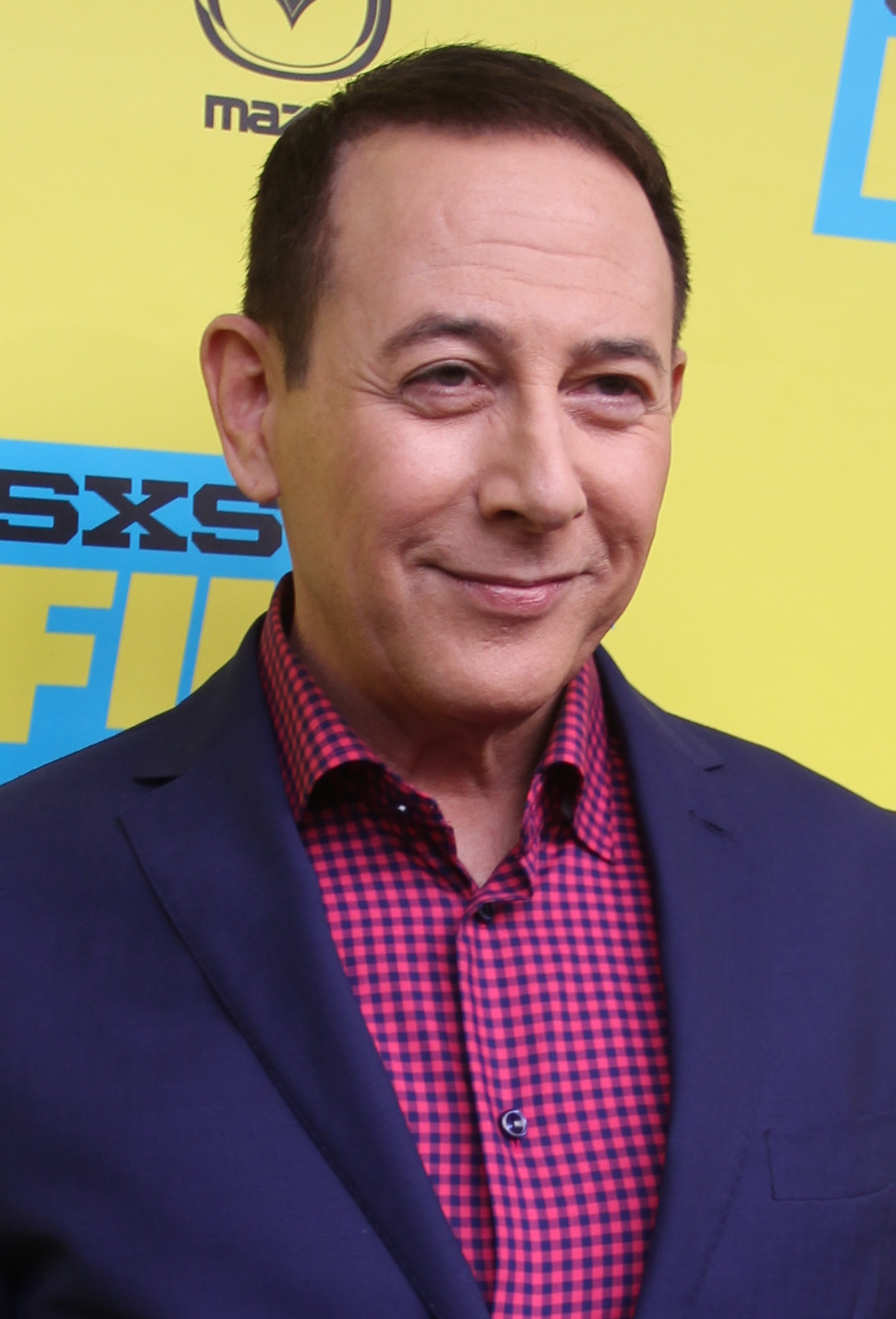
ポール・ルーベンス／7月30日没

- 7月16日 - エウセビオ・キンテロ・ロペス、コロンビアのスーパーセンテナリアン、同国最高齢、男性長寿第2位（* 1910年）[117]
- 7月16日 - 谷崎義衛、日本の物理化学者、東京工業大学名誉教授（* 1922年）[118]
- 7月16日 - 濱田晋作、日本の陶芸家（* 1929年）[119]
- 7月16日 - ハリー・G・フランクファート（英語版）、アメリカ合衆国の哲学者（* 1929年）[120]
- 7月16日 - 仁科和雄、日本の実業家、元高島屋会長（* 1933年）[121]
- 7月16日 - 金城俊夫、日本の獣医学者、岐阜大学元学長・名誉教授（* 1933年?）[122]
- 7月16日 - 大野功統、日本の大蔵官僚、政治家、元自由民主党衆議院議員、元防衛庁長官、元衆議院議院運営委員長（* 1935年）[123]
- 7月16日 - 大久保司、日本の政治家、元茨城県結城郡八千代町長（* 1937年）[124]
- 7月16日 - つくえ朗央、日本の司会者、漫談家（* 1942年）[125]
- 7月16日 - ジェーン・バーキン、イングランド・ロンドン出身の女優、歌手、モデル（* 1946年）[126]
- 7月16日 - ケビン・ミトニック、アメリカの元クラッカー（ハッカー）（* 1963年）[127]
- 7月16日 - 浅原ナオト、日本の小説家（* 1985年?）[128]
- 7月17日 - ヴァレンティン・ゲオルギュー（英語版）、ルーマニアのピアニスト、作曲家（* 1928年）[129]
- 7月17日 - ジョアン・ドナート、ブラジルのミュージシャン（* 1934年）[130]
- 7月17日 - 中島弘明、日本の実業家、メディキット創業者（* 1935年）[131]
- 7月17日 - パリーニャ、ブラジルの元サッカー選手、指導者、元同国代表（* 1950年）[132]
- 7月17日 - DJ Deeon（英語版）、アメリカ合衆国のDJ、音楽プロデューサー（* 1966年）[133]
- 7月18日 - 鳥取二三子、日本のソーシャライト、高円宮久子の母（* 1926年?）[134]
- 7月18日 - 凌俊朗、日本の医師、元佐賀県医師会会長（* 1933年?）[135]
- 7月18日 - 鈴鹿景子、日本の女優（* 1955年）[136]
- 7月18日 - 横田慎太郎、日本の元プロ野球選手【阪神タイガース所属】、YouTuber（* 1995年）[137]
- 7月18日 - 姫莉なの、日本のアイドル、「PrinceCHU!」メンバー（* 2006年?）[138]
- 7月19日 - ヴィレン・マルチロシャン（ウクライナ語版）、ソ連、ウクライナの軍人、政治家（* 1940年）[139]
- 7月19日 - 市野紀生、日本の実業家、元東京ガス社長、元日本野球連盟会長（* 1941年）[140]
- 7月19日 - 浦雅春、日本のロシア文学者、東京大学名誉教授（* 1948年）[141]
- 7月19日 - 髙橋厚、日本の地方公務員、群馬県藤岡市副市長、元群馬テレビ取締副社長（* 1955年）[142]
- 7月19日 - レミギウス・ヴァリウリス（英語版）、リトアニアの元陸上競技選手、1980年モスクワオリンピック4x400mリレー金メダリスト【旧ソ連代表】（* 1958年）[143]
- 7月19日 - チョンリム（朝鮮語版）、韓国の歌手、俳優（* 1986年）[144]
- 7月19日（訃報発表日） - 小林信夫、日本のイラストレーター、モデラー（* 生年不明）[145]
- 7月20日 - メリル・J・フェルナンド（英語版）、スリランカの実業家、ディルマ（英語版）創業者（* 1930年）[146]
- 7月20日 - ラシード・スファル（英語版）、チュニジアの政治家、第4代首相（* 1933年）[147]
- 7月20日 - 裴定一（中国語版）、中華人民共和国の数学者、暗号学者（* 1941年）[148]
- 7月20日 - ファン・メサ（英語版）、メキシコの元プロボクサー、元WBC世界スーパーバンタム級王者（* 1956年）[149]
- 7月21日 - トニー・ベネット、アメリカ合衆国のポピュラー歌手、ジャズ歌手、エンターテイナー、画家（* 1926年）[150]
- 7月21日 - 無着成恭、日本の禅宗僧侶、教育者（* 1927年）[151]
- 7月21日 - 那智わたる、日本の女優（* 1936年）[152]
- 7月21日 - ジュリエット・メニエル（英語版）、フランスの女優（* 1936年）[153]
- 7月21日 - チョラティ・タントン（英語版）、タイのルクトゥン歌手（* 1937年）[154]
- 7月21日 - マイク・アイビー（英語版）、アメリカ合衆国の元MLB選手【サンフランシスコ・ジャイアンツなどに所属】（* 1952年）[155]
- 7月21日 - ニール・ラングフォード（英語版）、アメリカ合衆国のベーシスト、元シンズメンバー（* 1973年?）[156]
- 7月21日 - 高橋ちなり、日本のフードファイター（* 1993年）[157]
- 7月22日 - 和仁皓明、日本の農学者、東亜大学名誉教授（* 1931年）[158]
- 7月22日 - ヴィンス・ヒル、イギリスの歌手、ソングライター（* 1934年）[159]
- 7月22日 - アントン・チェレペニコフ（ロシア語版）、ロシアの起業家（* 1983年）[160]
- 7月23日 - 佐野豊、日本の医学者、京都府立医科大学名誉教授・元学長（* 1926年）[161]
- 7月23日 - 北條文緒、日本の英文学者、東京女子大学名誉教授（* 1935年）[162]
- 7月23日 - エドワード・セクストン（英語版）、イギリスの仕立て屋（* 1942年）[163]
- 7月23日 - アグスティン・イントリアゴ、エクアドルの政治家、マンタ市長（* 1985年）[164]
- 7月23日 - 水井真希、日本のグラビアアイドル、女優、映画監督、脚本家（* 1990年）[165]
- 7月24日 - 坂本勇、日本の版画家（* 1931年?）[166]
- 7月24日 - チャールズ・マイスナー、アメリカ合衆国の物理学者（* 1932年）[167]
- 7月24日 - 森村誠一、日本の小説家、作家（* 1933年）[168]
- 7月24日 - 峰岸壮一、日本のフルート奏者、桐朋学園大学名誉教授、元東京音楽大学教授（* 1933年?）[169]
- 7月24日 - アレクサンドル・ド・リュル＝サリュース（英語版）、フランスのブドウ栽培家、元シャトー・ディケム経営者（* 1934年）[170]
- 7月24日 - ドリス・モンテイロ（英語版）、ブラジルの歌手、女優（* 1934年）[171]
- 7月24日 - マルク・オジェ（英語版）、フランスの人類学者（* 1935年）[172]
- 7月24日 - マリアンナ・ヴァルディノヤニス（英語版）、ギリシャの人権活動家、ユネスコ親善大使（* 1937年）[173]
- 7月24日 - エイドリアン・ストリート、ウェールズ出身の元プロレスラー（* 1940年）[174]
- 7月24日 - レニー・アンドラーヂ（英語版）、ブラジルの歌手（* 1943年）[175]
- 7月24日 - トレヴァー・フランシス、イングランドの元サッカー選手・指導者、元同国代表（* 1954年）[176]
- 7月24日 - ジョージ・アレガイアー、スリランカ出身のイギリスのジャーナリスト、ニュースキャスター（* 1955年）[177]
- 7月24日 - 三浦貴、日本の元プロ野球選手【読売ジャイアンツ・埼玉西武ライオンズ所属】（* 1978年）[178]
- 7月25日 - ボー・ゴールドマン、アメリカ合衆国の脚本家（* 1932年）[179]
- 7月26日 - ジャン＝ジャック・オノラ（英語版）、ハイチの政治家、第3代首相（* 1931年）[180]
- 7月26日 - 川﨑明德、日本の教育者、元学校法人川崎学園理事長（* 1934年）[181]
- 7月26日 - 趙有亮（中国語版）、中華人民共和国の俳優、元中国国家話劇院（中国語版）長（* 1944年）[182]
- 7月26日 - ランディ・マイズナー、アメリカ合衆国の作曲家、ベーシスト、ロックバンド「イーグルス」元メンバー（* 1946年）[183]
- 7月26日 - シネイド・オコナー、アイルランドの歌手（* 1966年）[184]
- 7月26日 - アブデル・マジェド・アブデル・バリー（英語版）、エジプト出身のイギリスのラッパー、ISIL活動家（* 1991年）[185]
- 7月27日 - フランソワ・キャスタン、フランスの自動車技術者、元クライスラー副社長（* 1945年）[186]
- 7月27日 - 鎌田順也、日本の劇作家、演出家、劇団「ナカゴー」主宰（* 1984年）[187]
- 7月27日 - レミ・ルシディ、フランスの冒険家、インスタグラマー（* 1993年）[188]
- 7月28日 - マルティン・ヴァルザー、ドイツの小説家、劇作家（* 1927年）[189]
- 7月28日 - 服部利之、日本の競馬調教師【日本中央競馬会所属】（* 1958年）[190]
- 7月28日 - サリデウィ・ジャマニ（英語版）、シンガポールの麻薬密売人（* 1978年）[191]
- 7月29日 - 中島忠能、日本の官僚、元人事院総裁（* 1932年）[192]
- 7月29日 - 平良啓子、日本の語り部、学童疎開船「対馬丸」の生存者（* 1934年）[193]
- 7月29日 - 岸本マチ子、日本の俳人（* 1934年）[194]
- 7月29日 - 五十嵐滋、日本の計算機科学者、筑波大学名誉教授（* 1937年）[195]
- 7月29日 - エステル・エイラム（英語版）、イスラエルのフェミニスト（* 1939年）[196]
- 7月29日 - 吉澤幸一、日本のプロレスライター（* 1950年）[197]
- 7月29日 - 白田"RUDEE"一秀、日本のギタリスト（* 1963年）[198]
- 7月29日 - マーク・ギルピン（英語版）、アメリカ合衆国の元子役（* 1966年）[199]
- 7月30日 - 古川明、元日本アメリカンフットボール協会理事長（* 1931年?）[200]
- 7月30日 - ポール・ルーベンス、アメリカ合衆国のコメディアン、俳優（* 1952年）[201]
- 7月30日（訃報発表日） - CHAN-龍、日本の格闘家（* 2002年）[202]
- 7月30日 - 薛珠麗、日本の演出家、翻訳家、通訳（* 生年不明）[203]
- 7月31日 - 楊貫一（中国語版）、香港の料理人、実業家、旭日双光章受章者[204]（* 1932年）[205]
- 7月31日 - 安田弘、日本の実業家、安田不動産顧問、元ジャーディン・マセソンジャパン社長、元マンダリン・オリエンタル東京社長（* 1933年）[206]
- 7月31日 - 奥村彪生、日本の料理研究家（* 1937年）[207]
- 7月31日 - スラト・ヒュセイノフ（英語版）、アゼルバイジャンの軍人、政治家、第4代共和国首相（* 1959年）[208]
- 7月31日 - 立岩真也、日本の社会学者、立命館大学教授（* 1960年）[209]
- 7月31日 - アンガス・クラウド、アメリカ合衆国の俳優（* 1998年）[210]

## 没日不明
- 中旬 - 中野和雄、日本の編集者（* 1946年）[211]